# Pazzano
Pazzano es un municipio italiano, en la provincia de Regio de Calabria (Italia). Está situado tras Monte Consolino y Monte Stella. Su población ronda los 699 habitantes.

## Historia

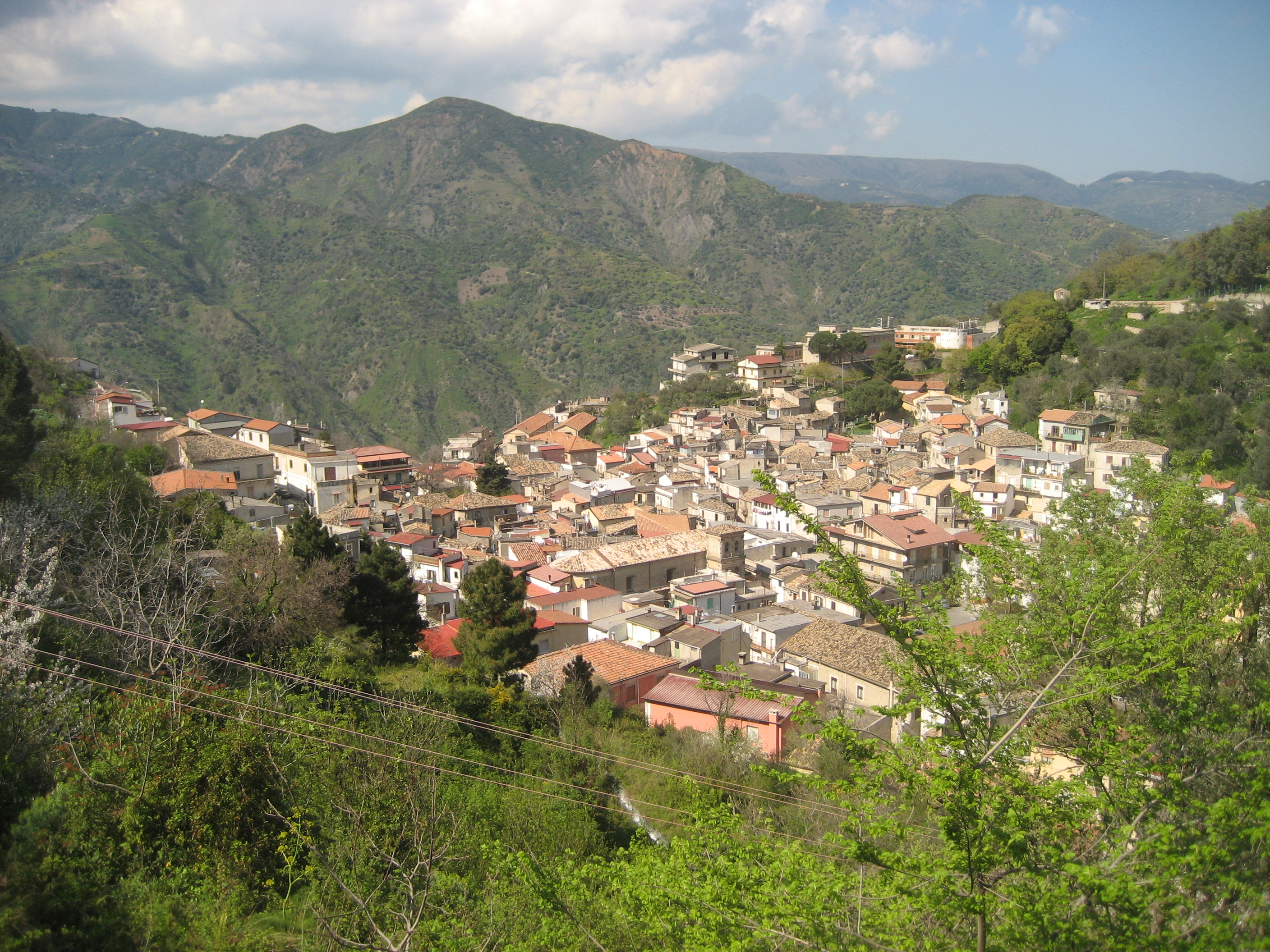
Panorama

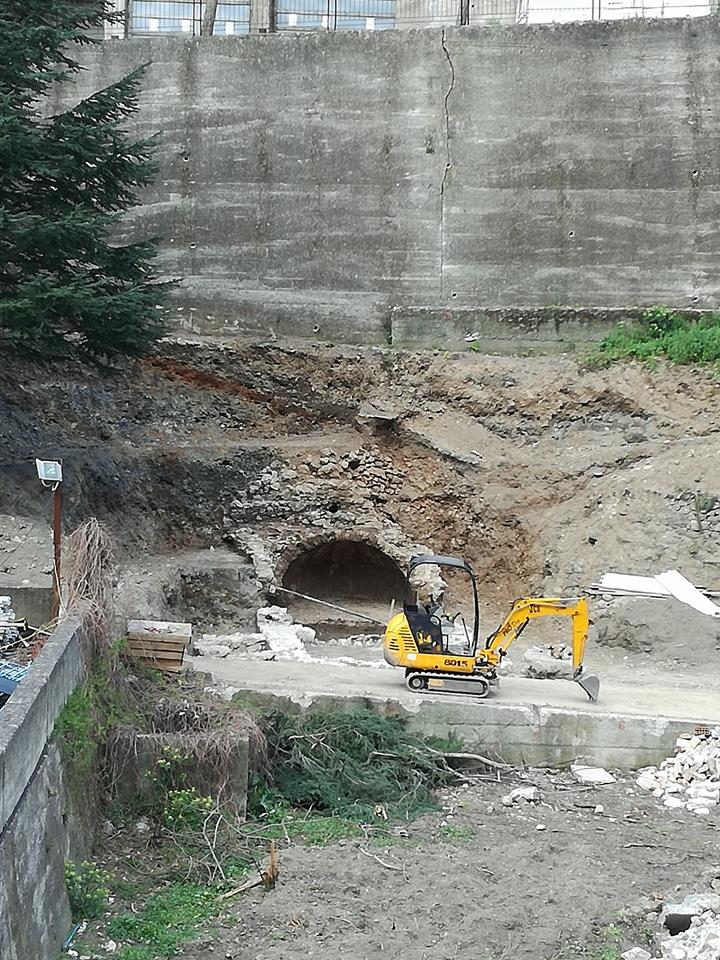
Recuperación de un supuesto templo bizantino (march 17, 2017

El origen del pueblo está relacionada con la extracción de los minerales de hierro como la limonite y la pirite, actividades que han creado un pueblo de mineros en la edad normana (como escrito en un documento del 1094).
En este tiempo el "Casale de Pazzano" era parte del condado de Stilo junto con Guardavalle, Stignano, Camini y Riace.
El 10 de diciembre de 1524 las minas de Pazzano fueron donados de Carlo V a Cesare Fieramosca.
En el 1527 las minas pertenecían a los dominios reales.
Con el terremoto de 1783 el número de habitantes bajó a 857.
En el 1811 se convirtió en comuna autónoma de Stilo. El primer alcalde fue Giuseppe Certomà.
En el Reino de las Dos Sicilias fue uno de lo más importantes centros mineros de todo el reino con 25 minas.
Desde los años cincuenta, Pazzano, como otros pueblos del sur de Italia se vio afectada por el fenómeno de la emigración al norte por la falta de trabajo.
En Sídney, en Australia, nació una comunidad de pazzanesi que se estableció en Brookvale, renombrado también pazzaniedu, pequeño pazzano, y en Narraweena donde hacen cada año la fiesta del Santo Salvatore.
Una pequeña comunidad está también en Aliquippa en Pensilvania (Estados Unidos).
En el 1985 fue el sujeto de la película documental de Daniele Segre: Andata e Ritorno (Ida y vuelta).

## Lugares de interés turístico
- Chiesa di Santa Maria Assunta in Cielo

Esta es una iglesia del 1600.
- Santuario di Monte Stella

El Santuario de Monte Stella es una gruta, que fue habitada en la Edad Media por monjes bizantinos de religión ortodoxa.
Desde 1562 el Santuario se convierte al catolicismo y se pone la estatua de la Virgen María. 
En la gruta está ahora también frescos bizantinos del siglo X y XI.
- Fontana dei minatori
- Mulino idraulico "Vrisa"
- Chiesa del Divino Salvatore

## Fiestas y eventos
- Festa patronale y processione di San Giuseppe
- Festa del S.S. Salvatore

Esta es la fiesta más importante del pueblo.
Es una fiesta católica que se hace cada primero fin de semana después del 5 de agosto y dura 3 días.
En origen era la fiesta ortodoxa de la Transfiguración de Jesús.
De domingo, el tercero día se hace la "cumprunta". Las estatuas del Santo Salvatore corre por encontrar su madre Maria y su padre José.
- Pellegrinaggio alla grotta santuario della Madonna della stella
- Festa di San Rocco
- Festa dei 'Mbiati muorti

## Evolución demográfica
| Gráfica de evolución demográfica de Pazzano entre 1861 y 2001 |
|                                                               |
| Fuente ISTAT - elaboración gráfica de Wikipedia               |

## Idioma
Italiano y idioma calabrés.

## Pazzanitos ilustres

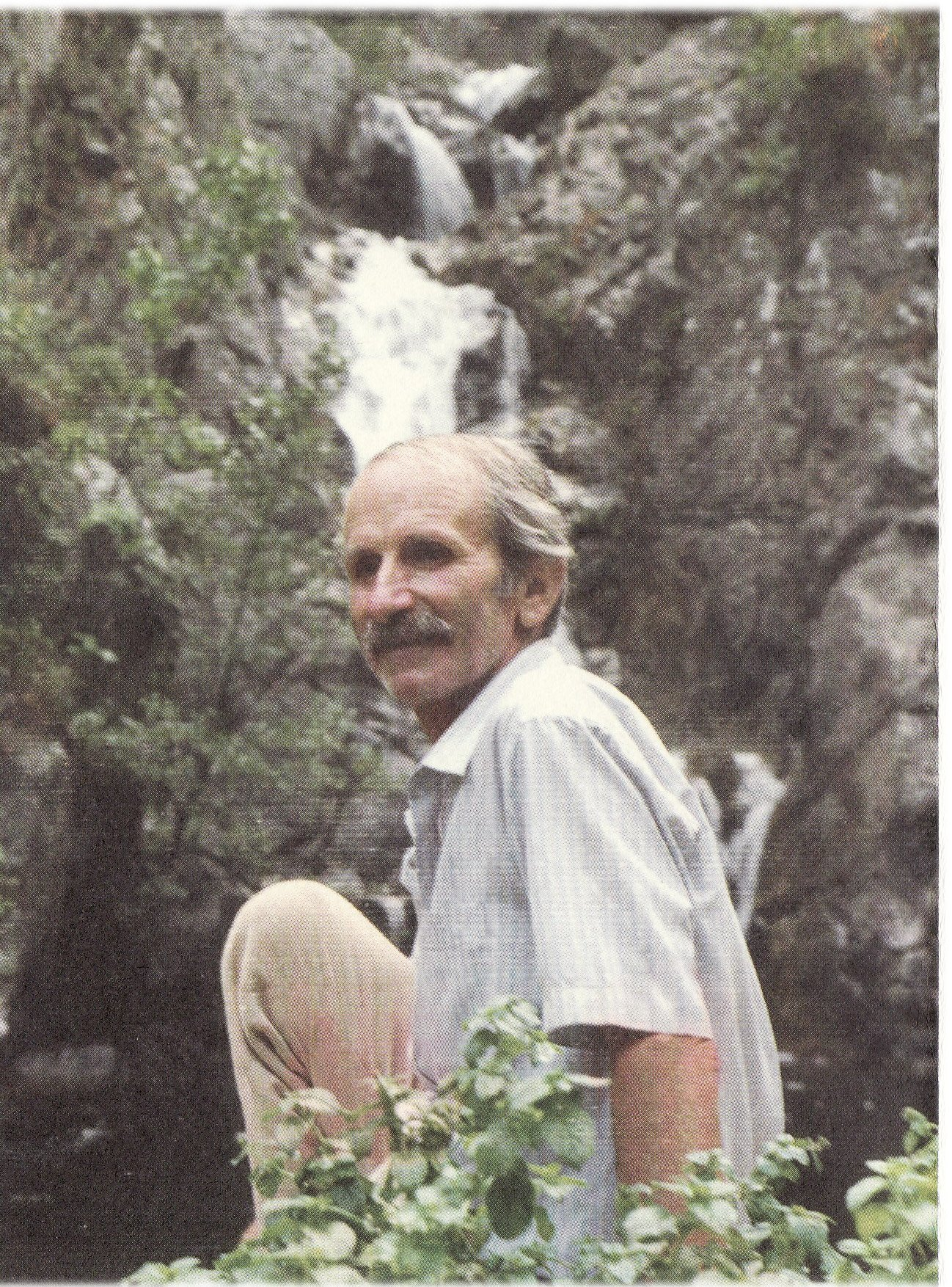
Giuseppe Coniglio, Poeta.

- Libero Fiorenza
- Giuseppe Coniglio
- Adasaffo Sapere
- Mario Squillace

- Roberto Taverniti
- Sandro Taverniti

## Administraciòn
Sindacos durante el reino de Italia
| Sindaco                              | Partido | Data elecciòn |
| ------------------------------------ | ------- | ------------- |
| Giambattista Vavalà                  |         | 1860          |
| Rocco Graziani e Francesco Micelotta |         | 1871          |
| Francesco Graziani                   |         | 1872          |
| Giuseppe Vavalà                      |         | 1873          |
| Antonio Franco                       |         | 1897          |
| Antonio Alecci                       |         | 1905          |
| Francesco Franco (Commissario)       |         | 1907          |
| Rocco Taverniti (Commissario)        |         | 1911          |
| Francesco Vavalà                     |         | 1915          |

Podestàs del periodo fascista
| Nombre y appellido                | Carica      | Data elecciòn |
| --------------------------------- | ----------- | ------------- |
| Demetrio Cardea                   | Commissario | 1924          |
| Salvatore Taverniti               | Podestà     | 1925          |
| Mario Taverniti                   | Podestà     | 1926          |
| Raffaele Citarelli                | Podestà     | 1927          |
| Raffaele Citarelli e M. Taverniti | Podestà     | 1930          |
| Mario Taverniti                   | Podestà     | 1931          |
| Francesco Franco                  | Commissario | l 1934        |
| Francesco Franco                  | Commissario | 1936          |
| Francesco Filocamo                | Podestà     | 1938          |

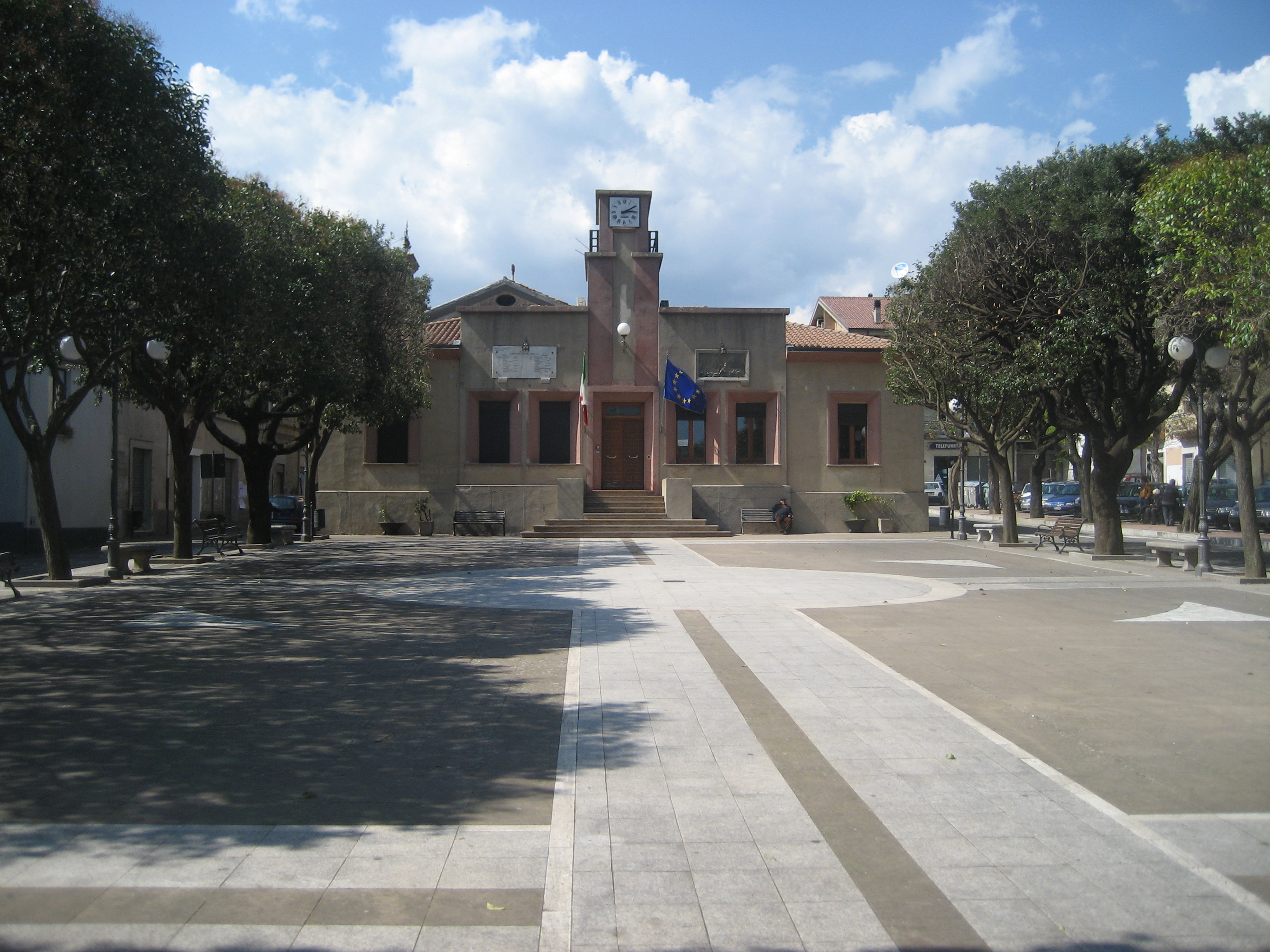
Ayuntamiento de Pazzano

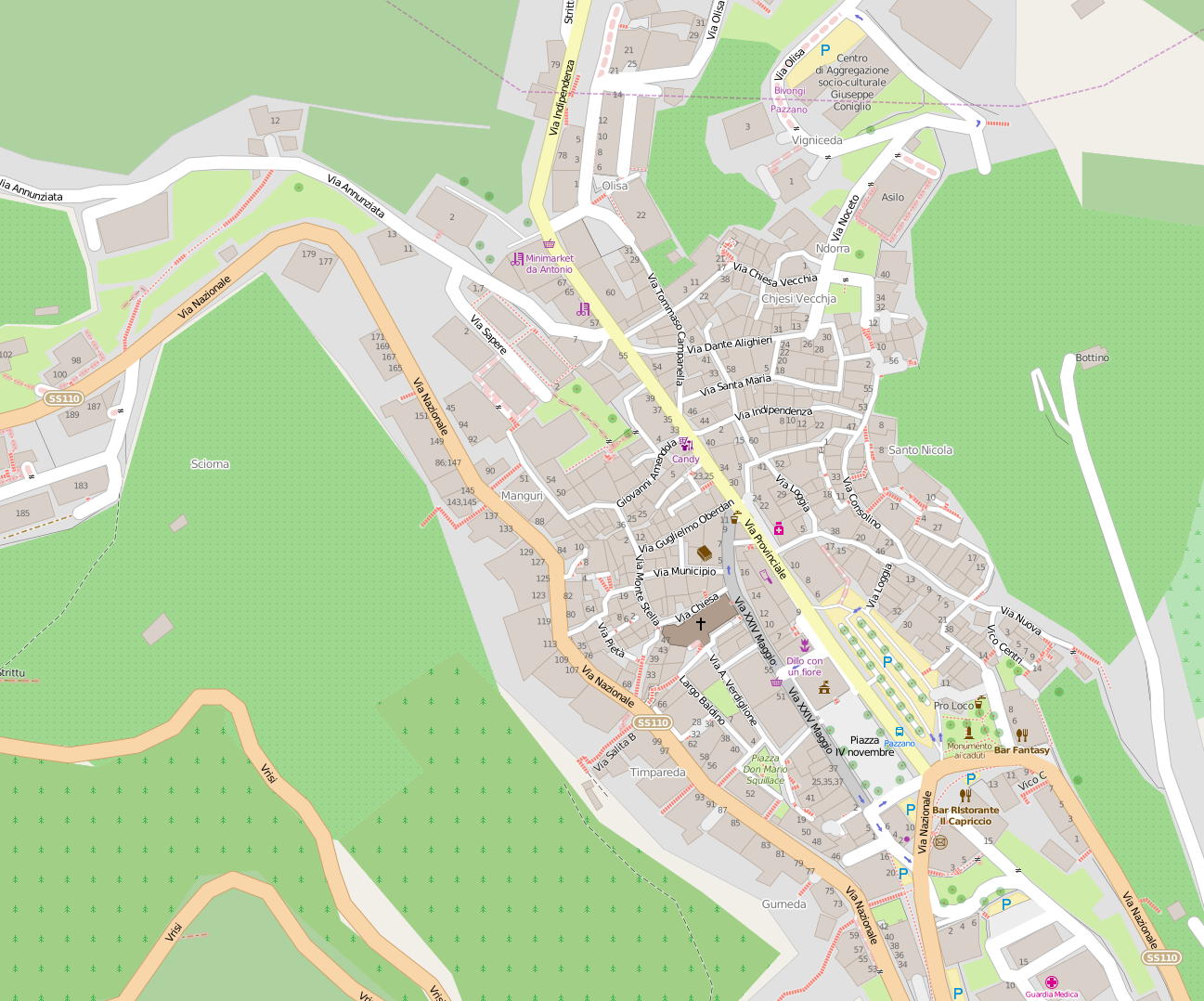
Pazzano sobre open street map mayo de 2015

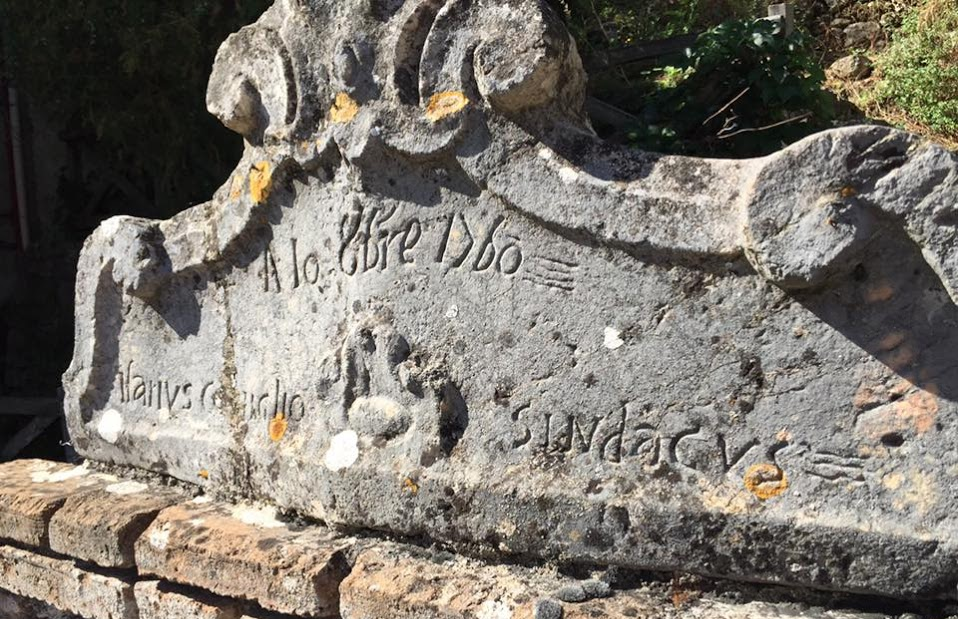
Cyma de la antigua fuente que dice el nombre del alcalde: Ilario Coniglio. En 1760 se construyó la fuente.

Sindacos de Pazzano desde la Repubblica italiana
| Sindaco (Alcalde)    | Partido      | Data elecciòn |
| -------------------- | ------------ | ------------- |
| Francesco Fiorenza   |              | 1943          |
| Emilio Amato         |              | 1944          |
| Rocco Micelotta      |              | 1946          |
| Remo Taverniti       |              | 1954          |
| Libero Taverniti     |              | 1961          |
| Ilario Papello       |              | 1965          |
| Francesco Russo      |              | 1969          |
| Stefano Zannino      |              | 1971          |
| Francesco Zannino    |              | 1973          |
| Francesco Zannino    |              | 1978          |
| Salvatore Fiorenza   |              | 1984          |
| Salvatore Tassone    |              | 1986          |
| Salvatore Tassone    |              | l 1990        |
| Salvatore Zannino    | Lista cívica | 1996          |
| Salvatore Zannino    | Lista cívica | 05/04/2000    |
| Salvatore Fiorenza   | Lista cívica | 05/04/2005    |
| Franco Depace        | Lista cívica | 29/03/2010    |
| Alessandro Taverniti | Lista cívica | 31/05/2015    |
| Francesco Valenti    | Lista cívica | 20/09/2020    |

## Galería de imágenes

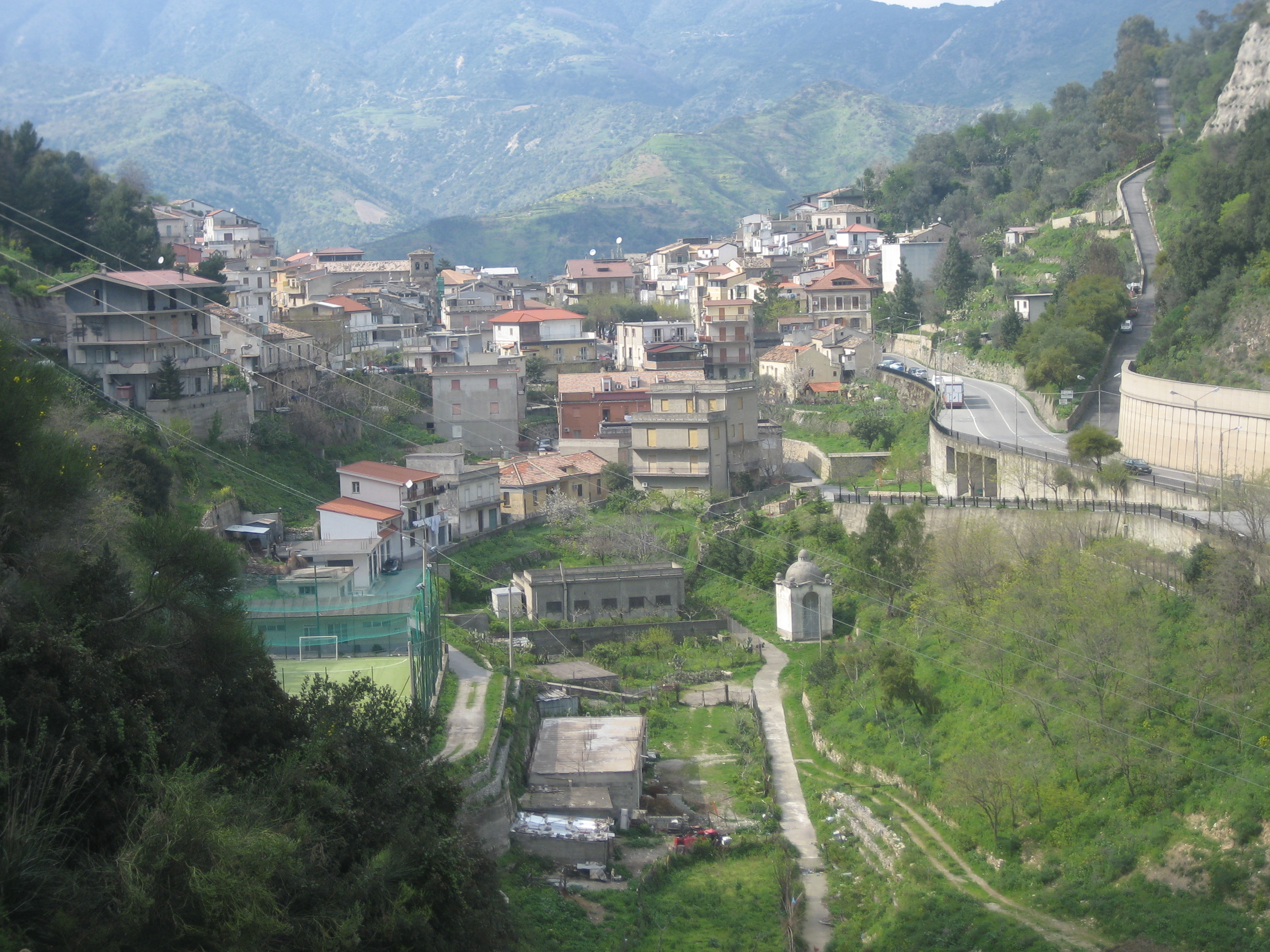
Pazzano
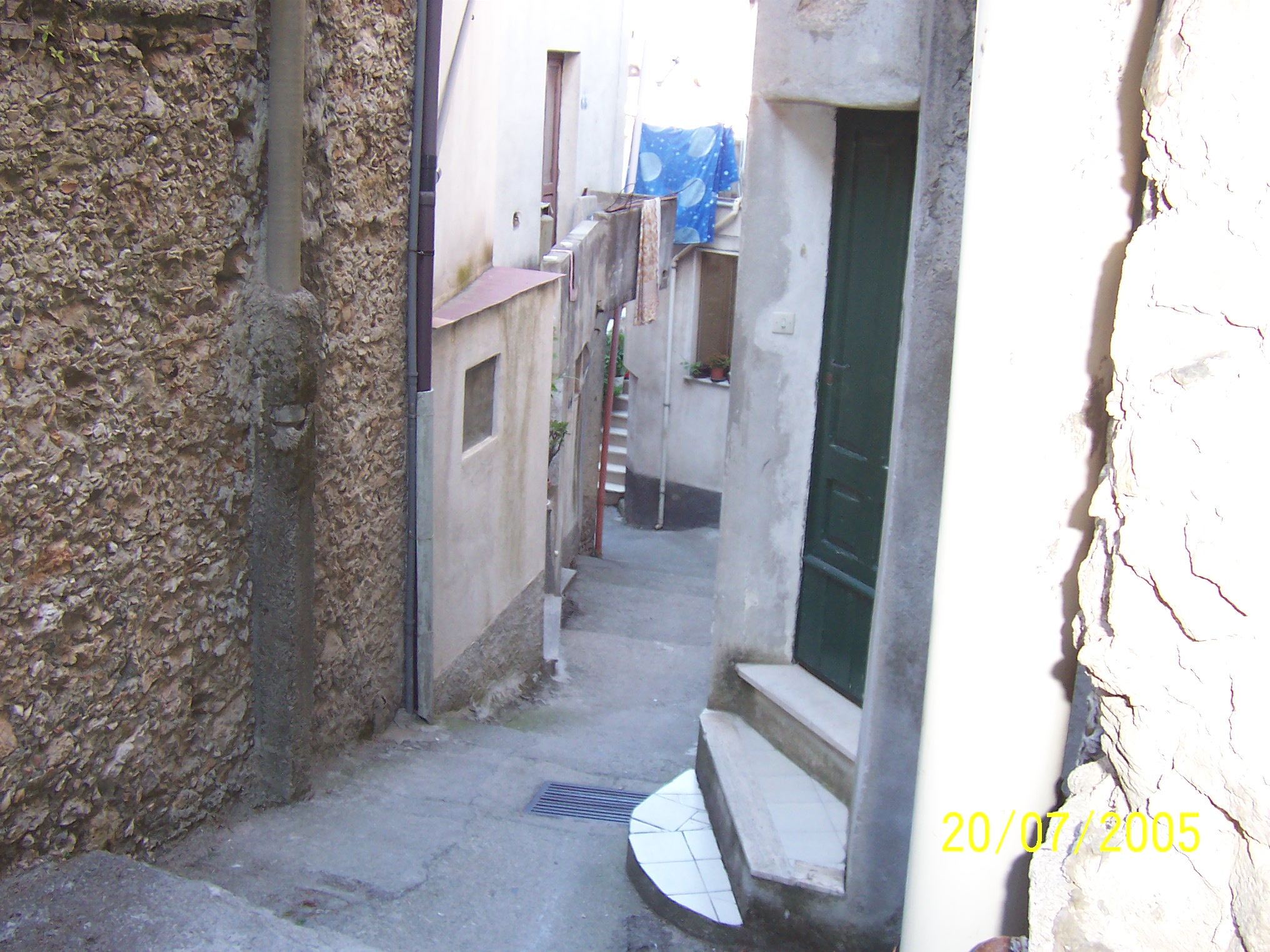
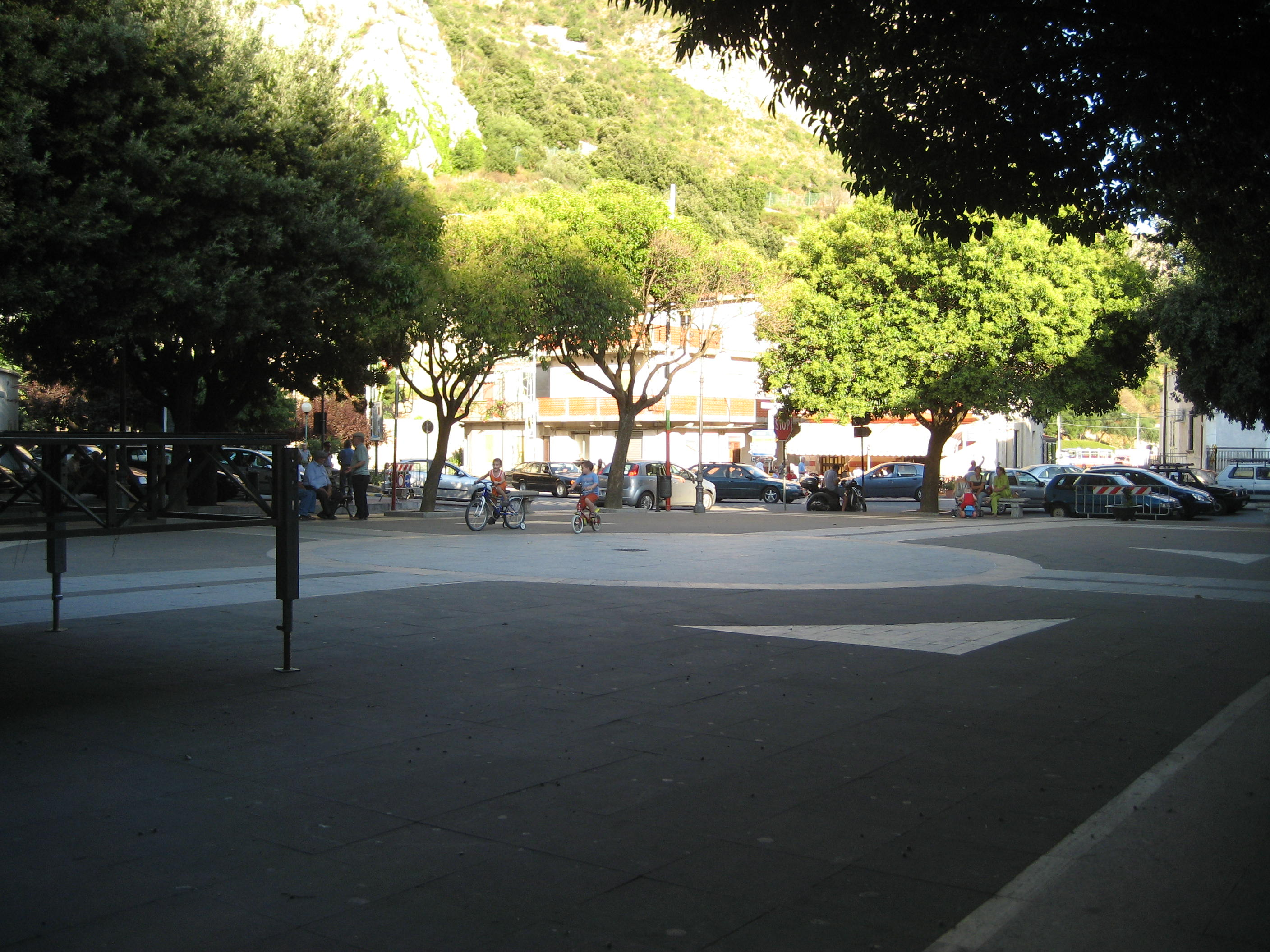
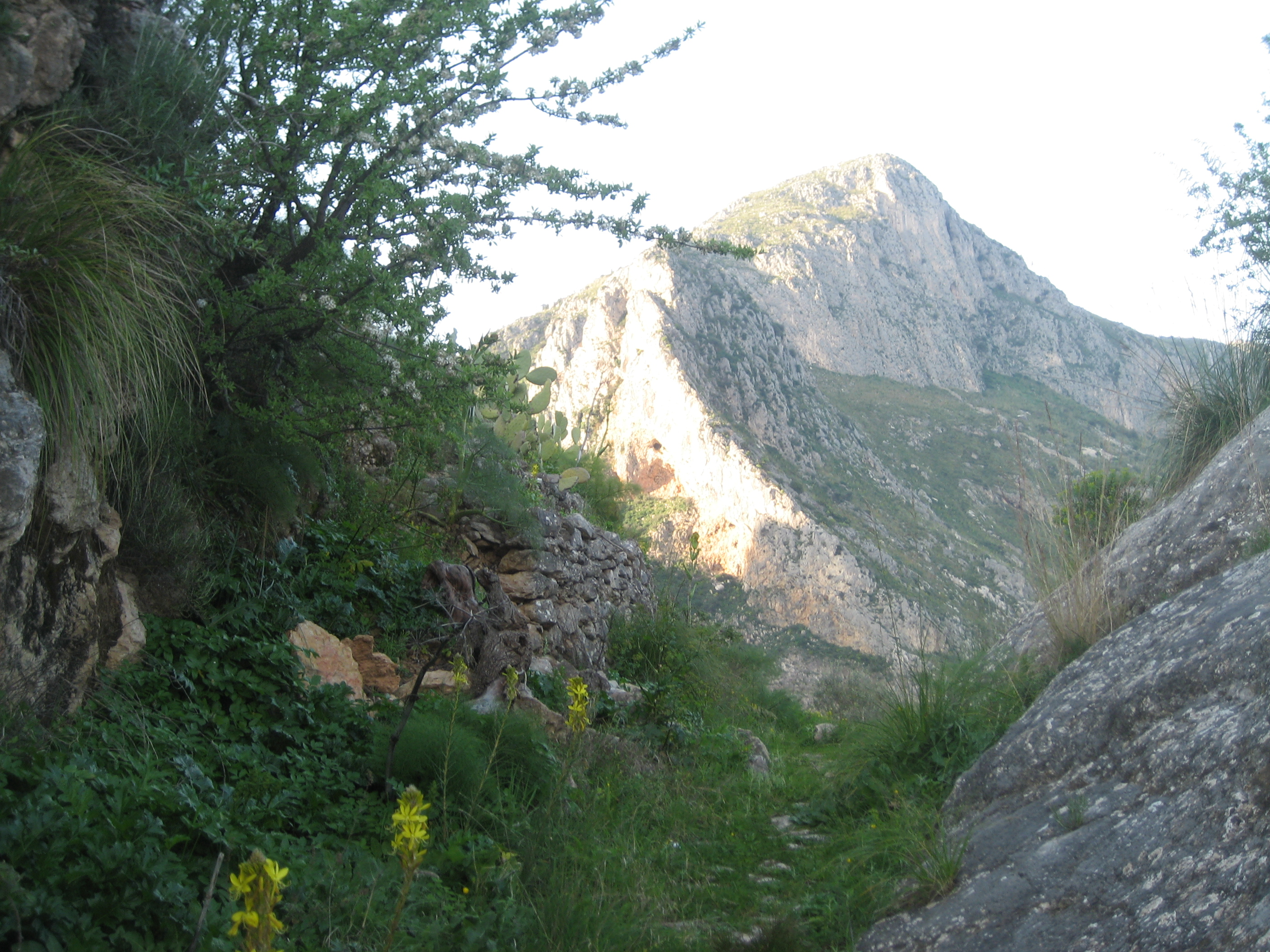
Monte Consolino
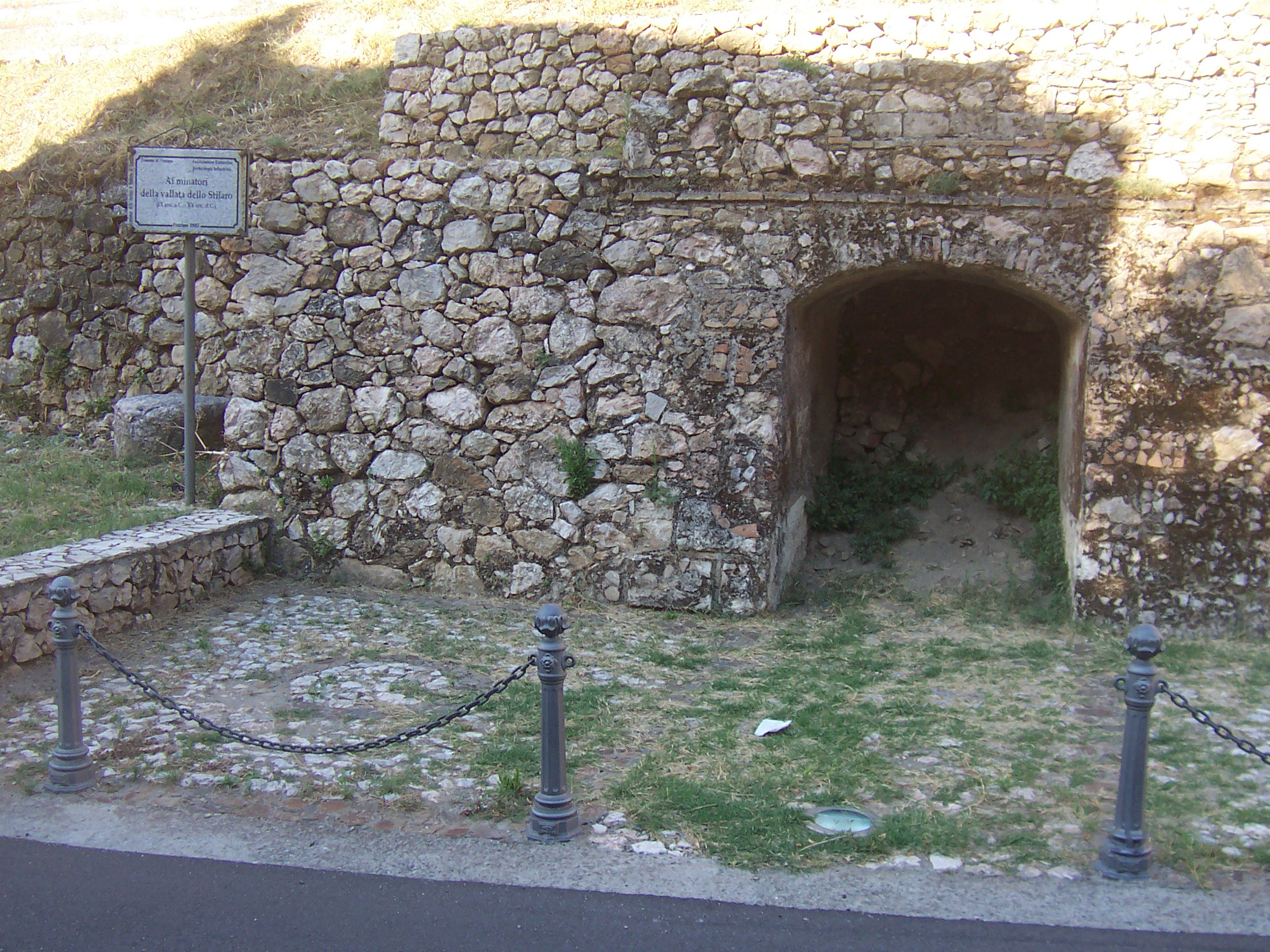
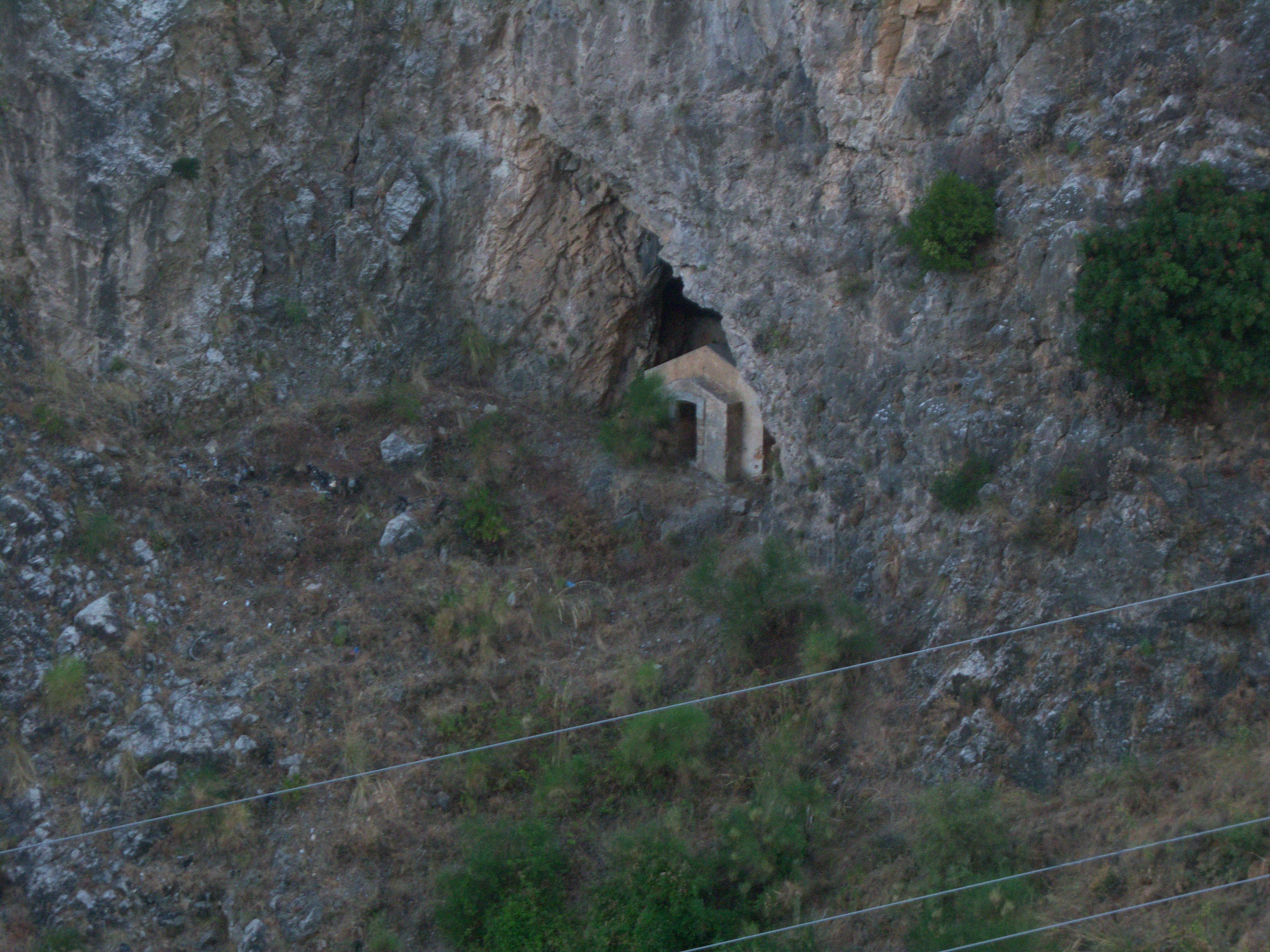
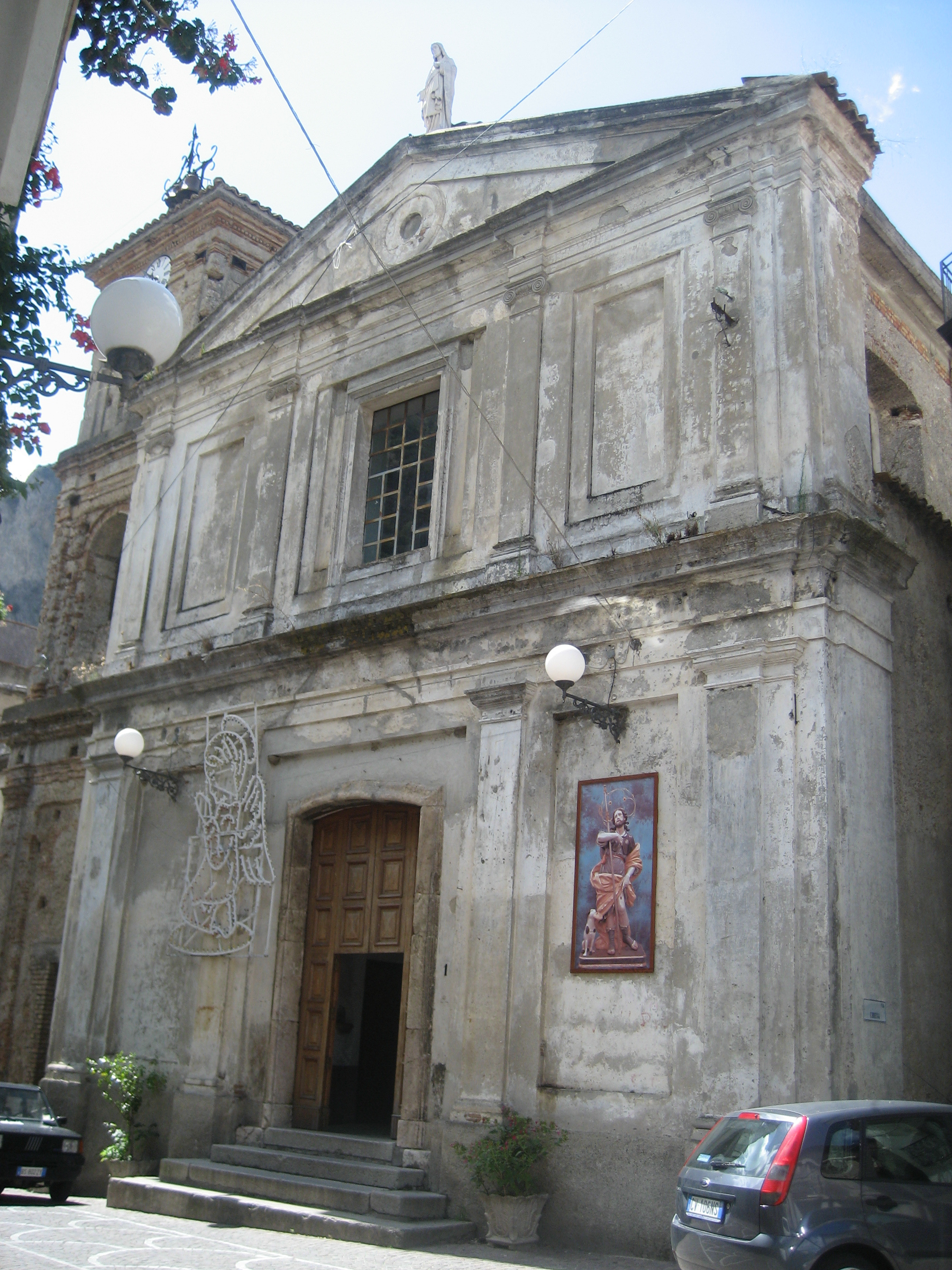
Iglesias de Santa Maria Assunta
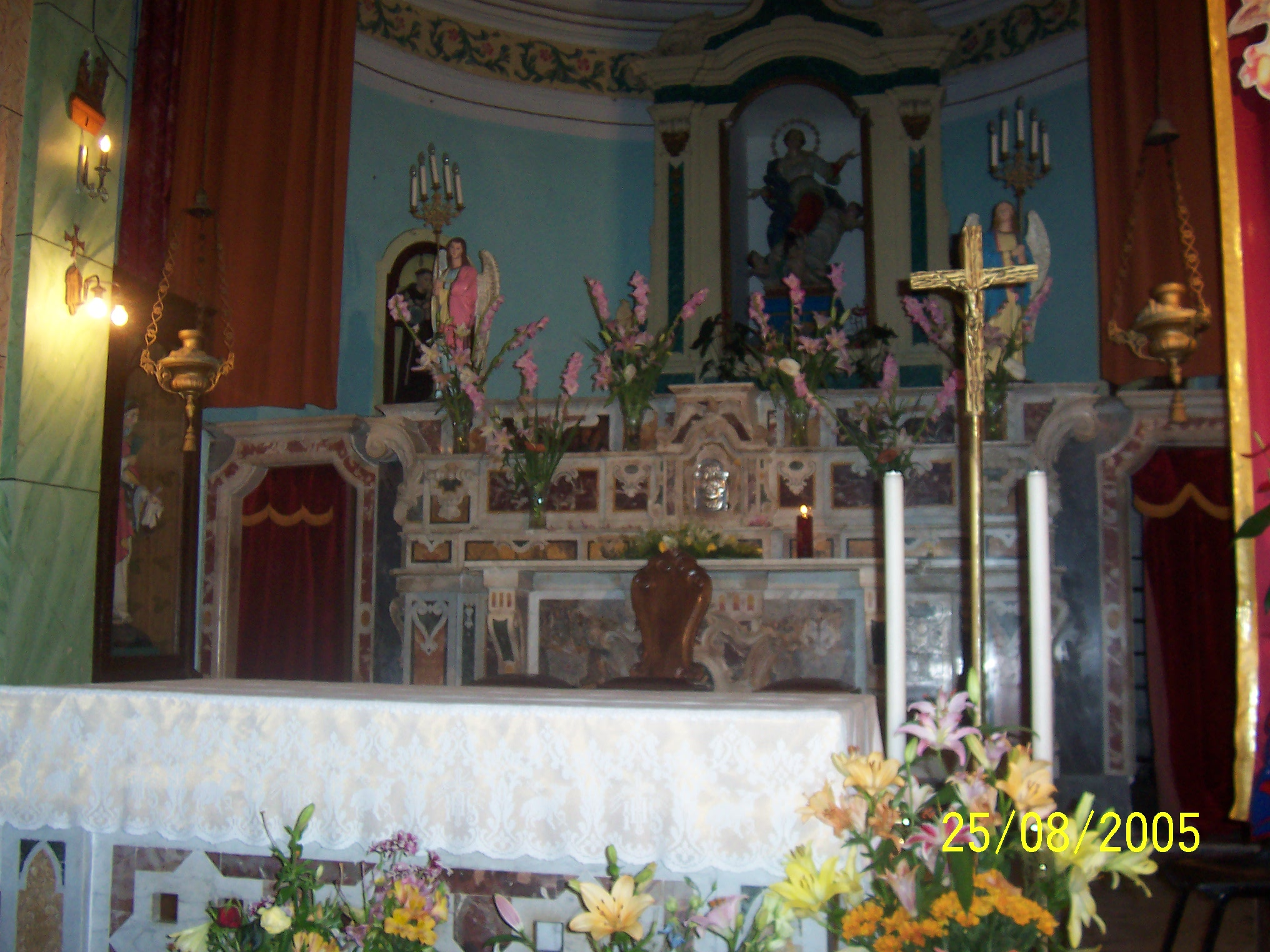
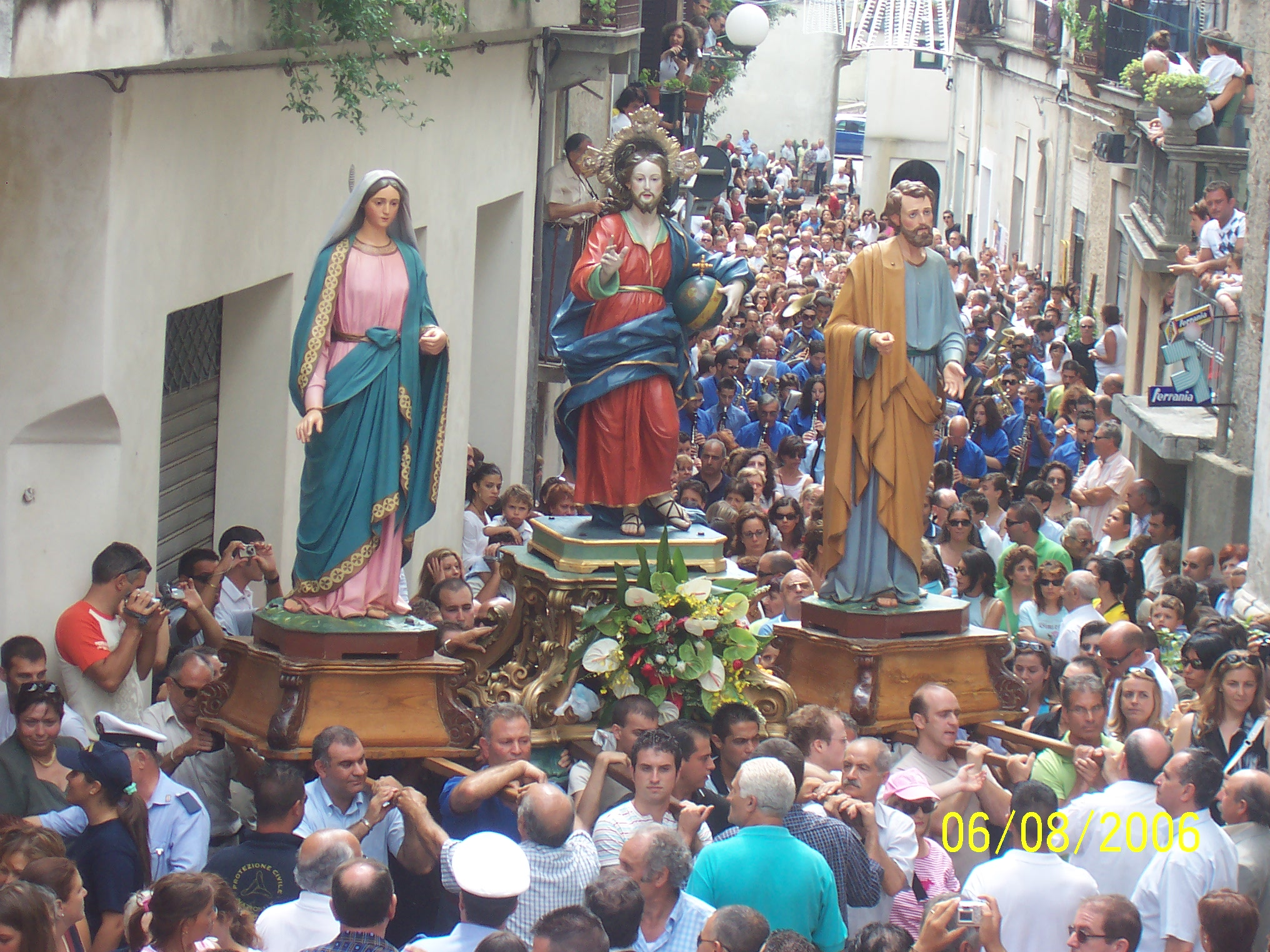
Festa del S.S. Salvatore
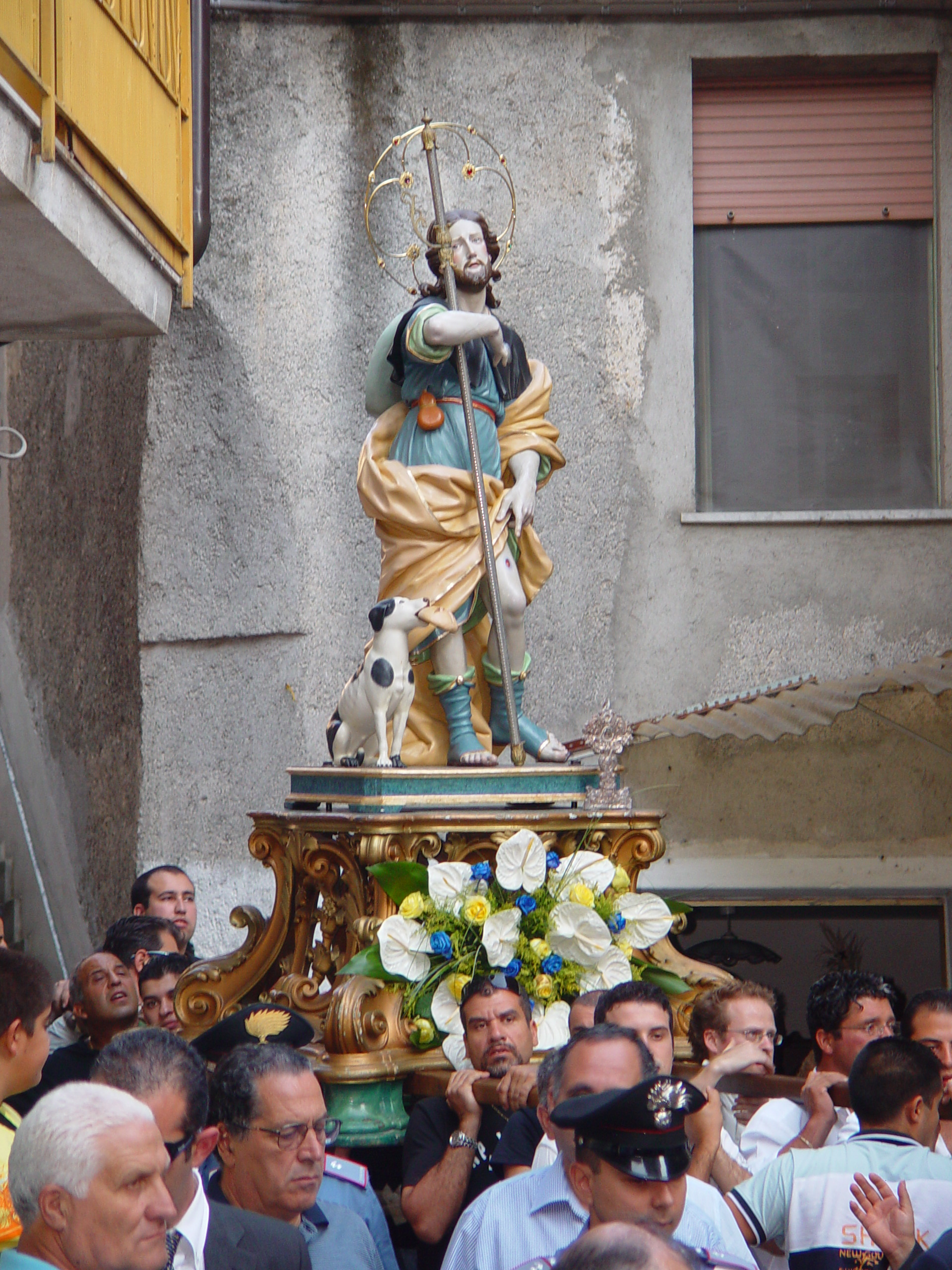
Festa di San Rocco
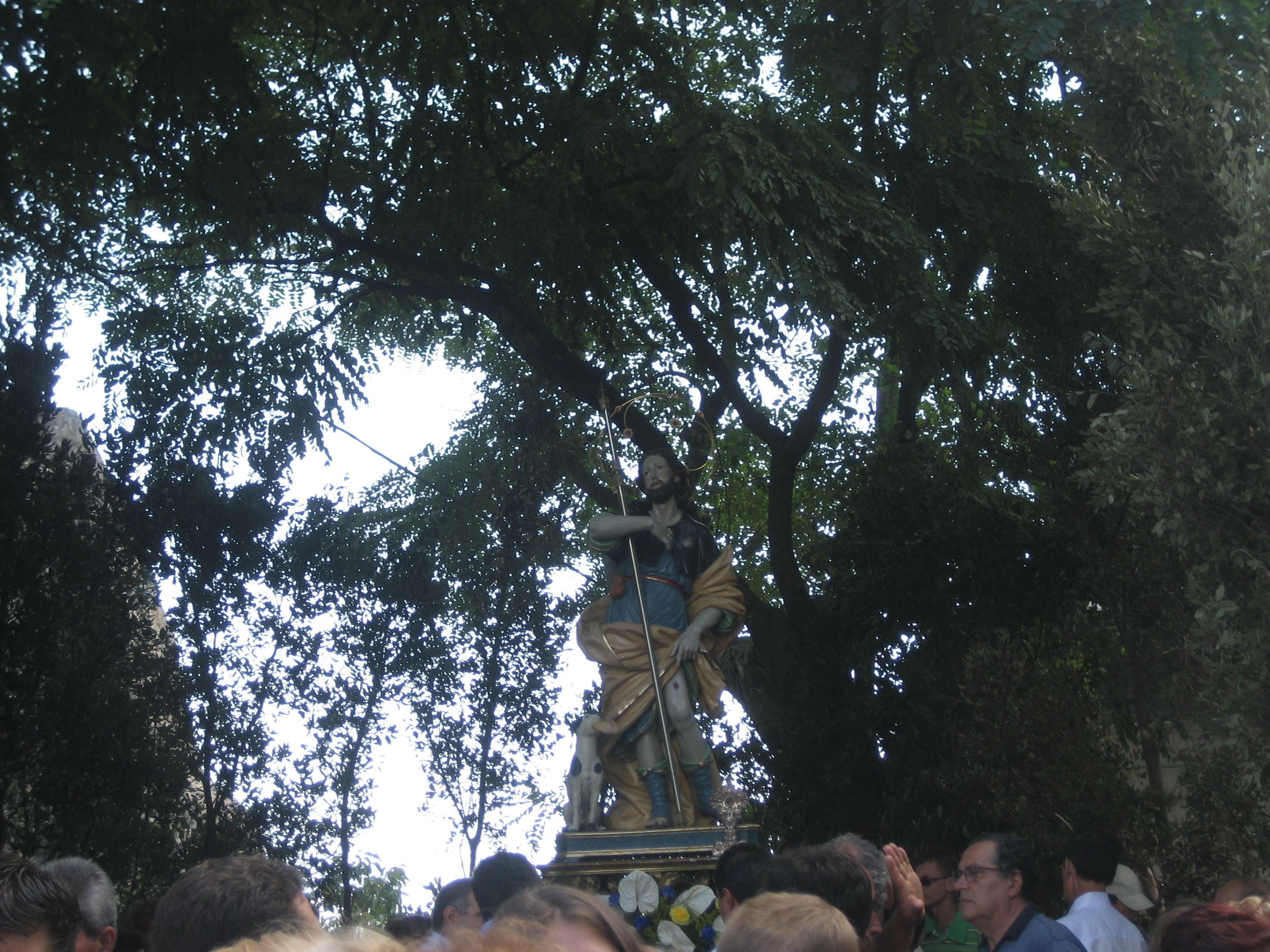
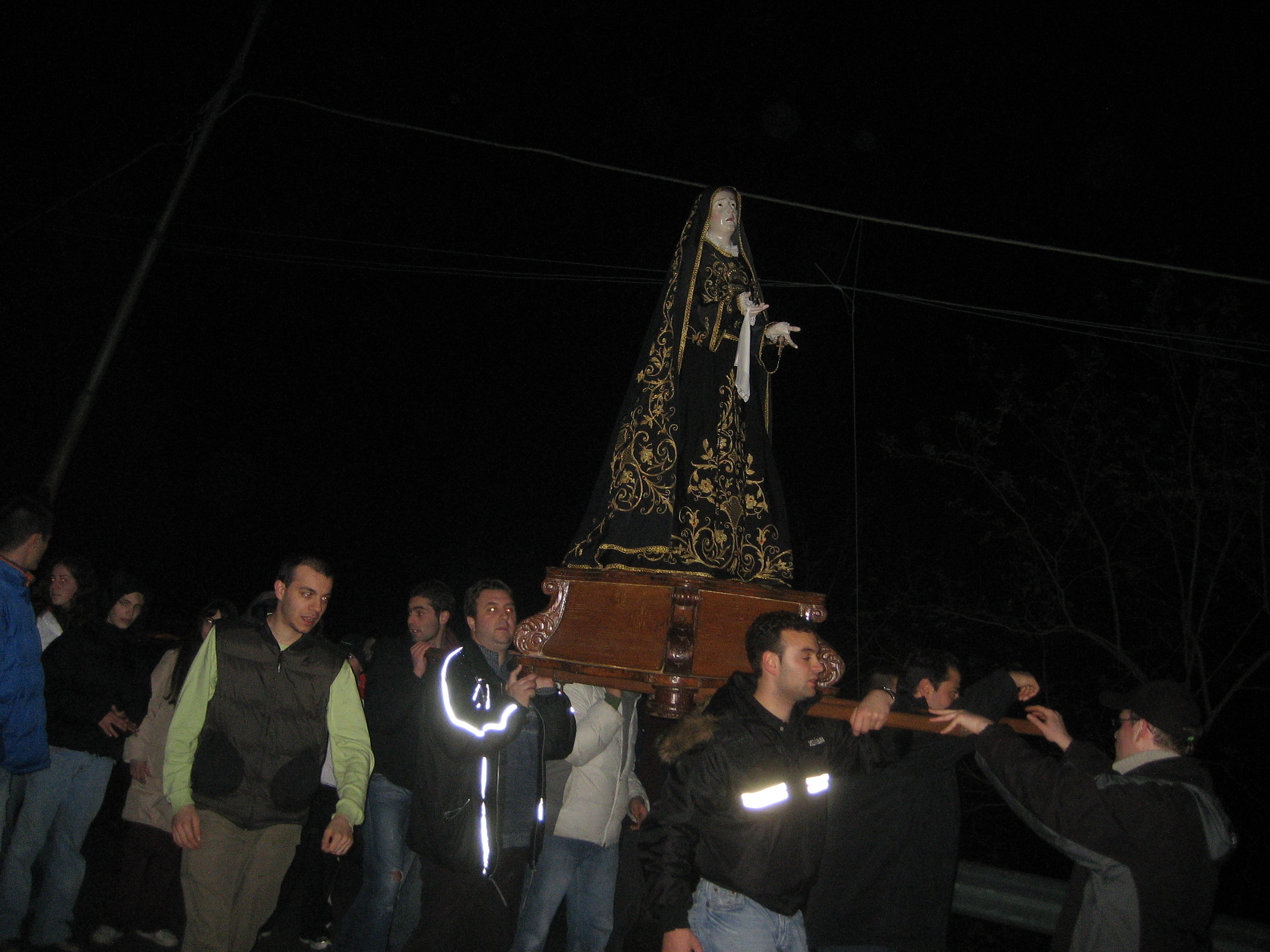
Festa della madonna addolorata (Pasqua)
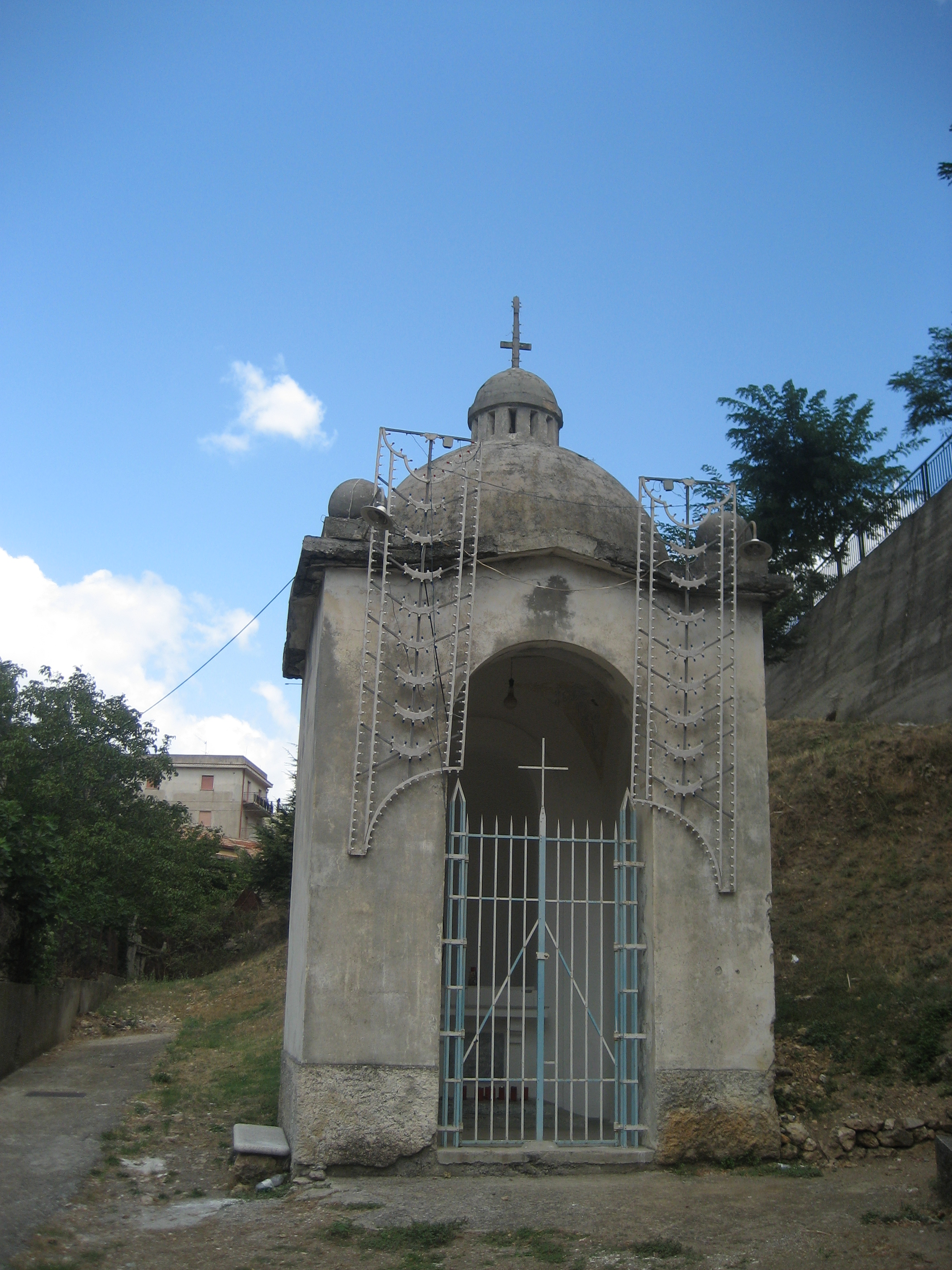
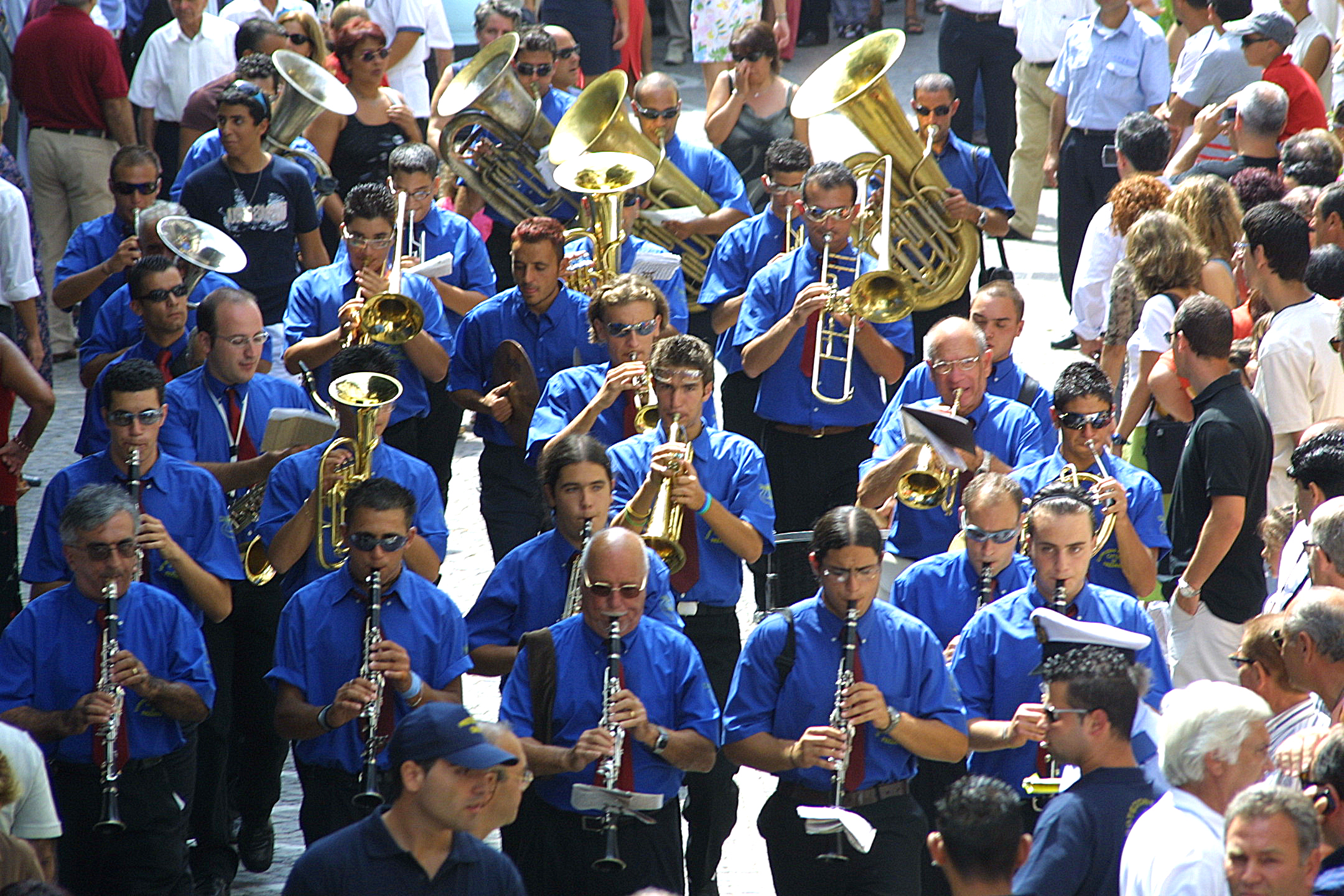
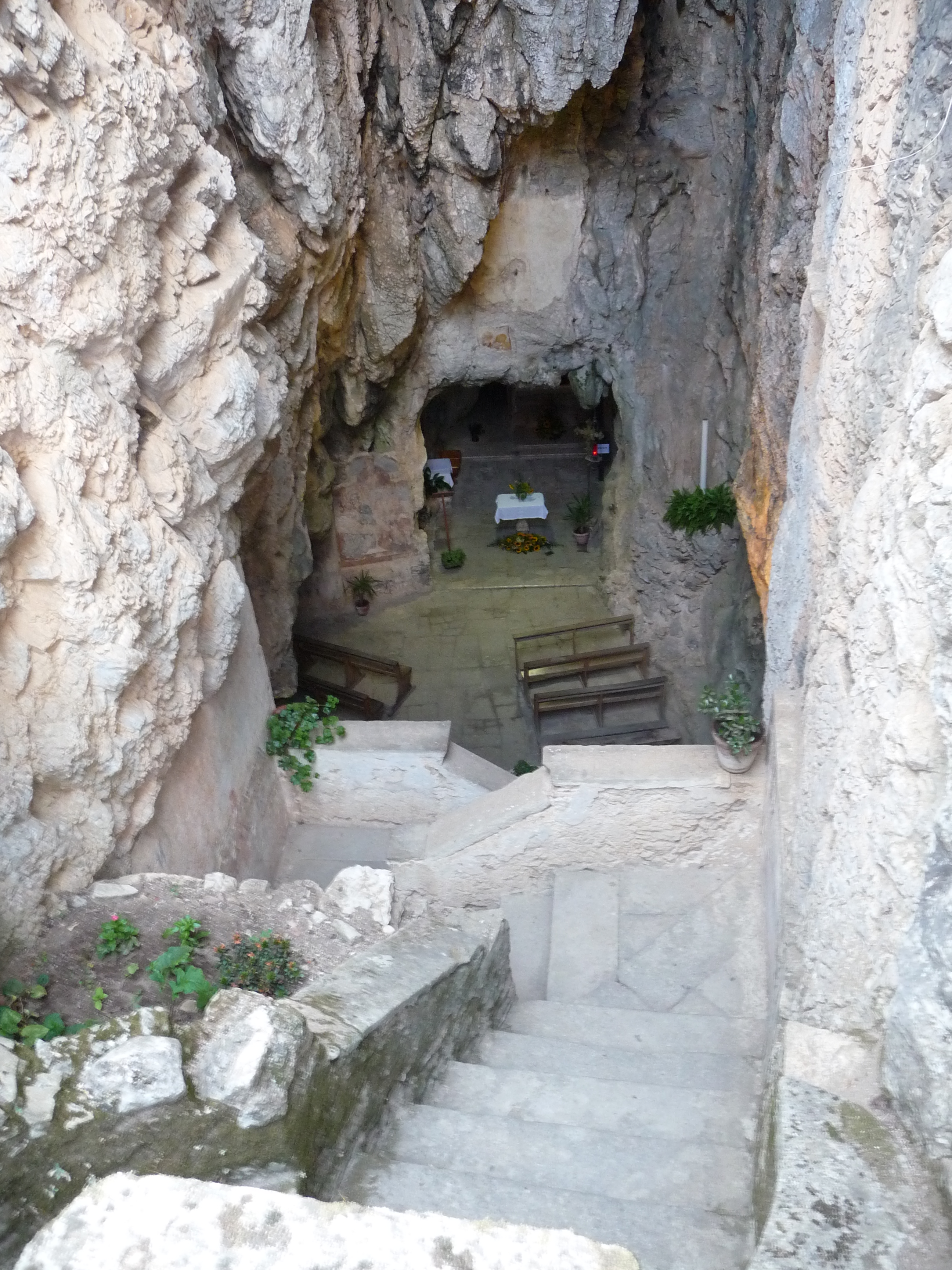
Grotta del Santuario di Monte Stella
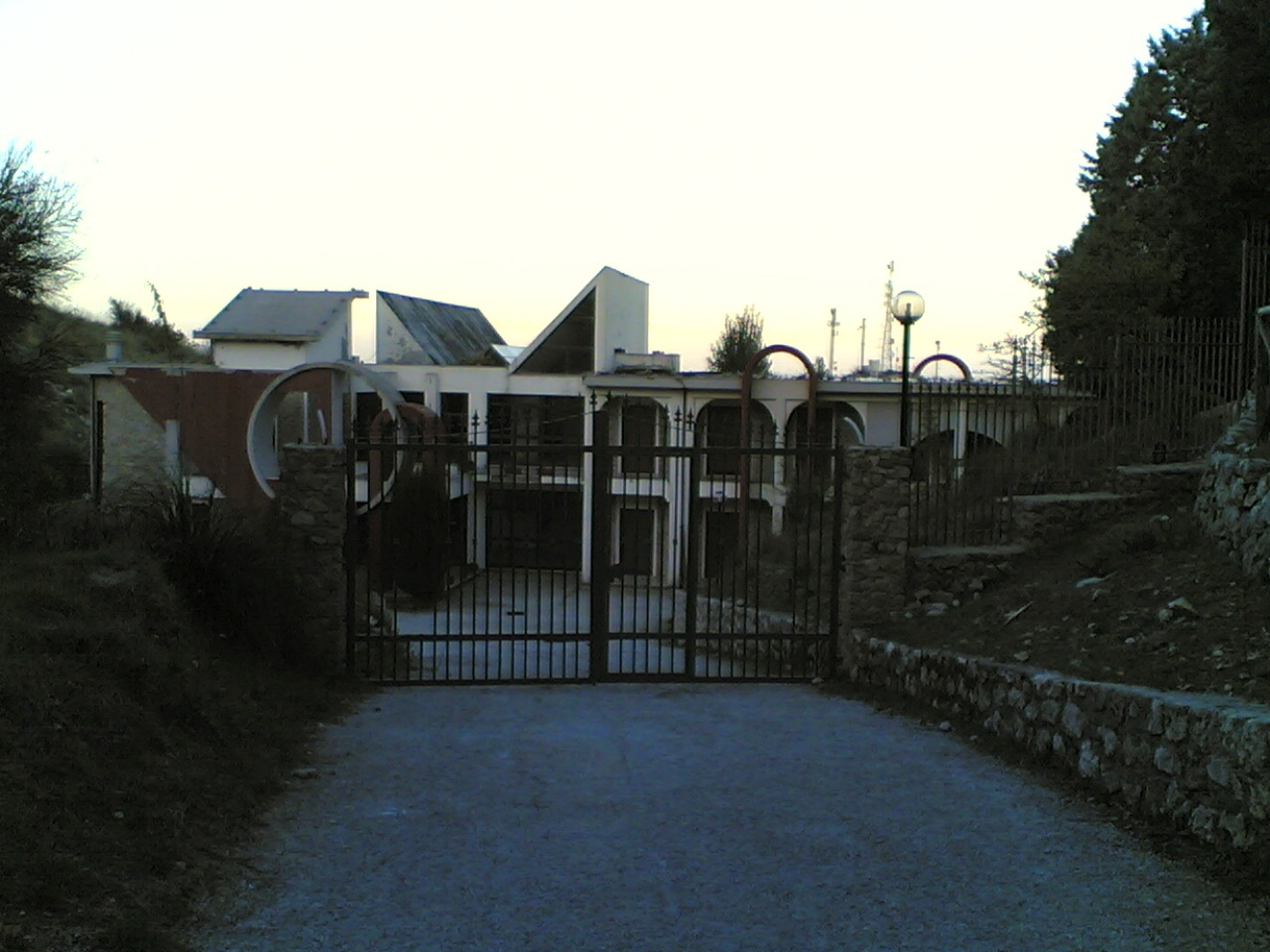
Ostello La Vetta
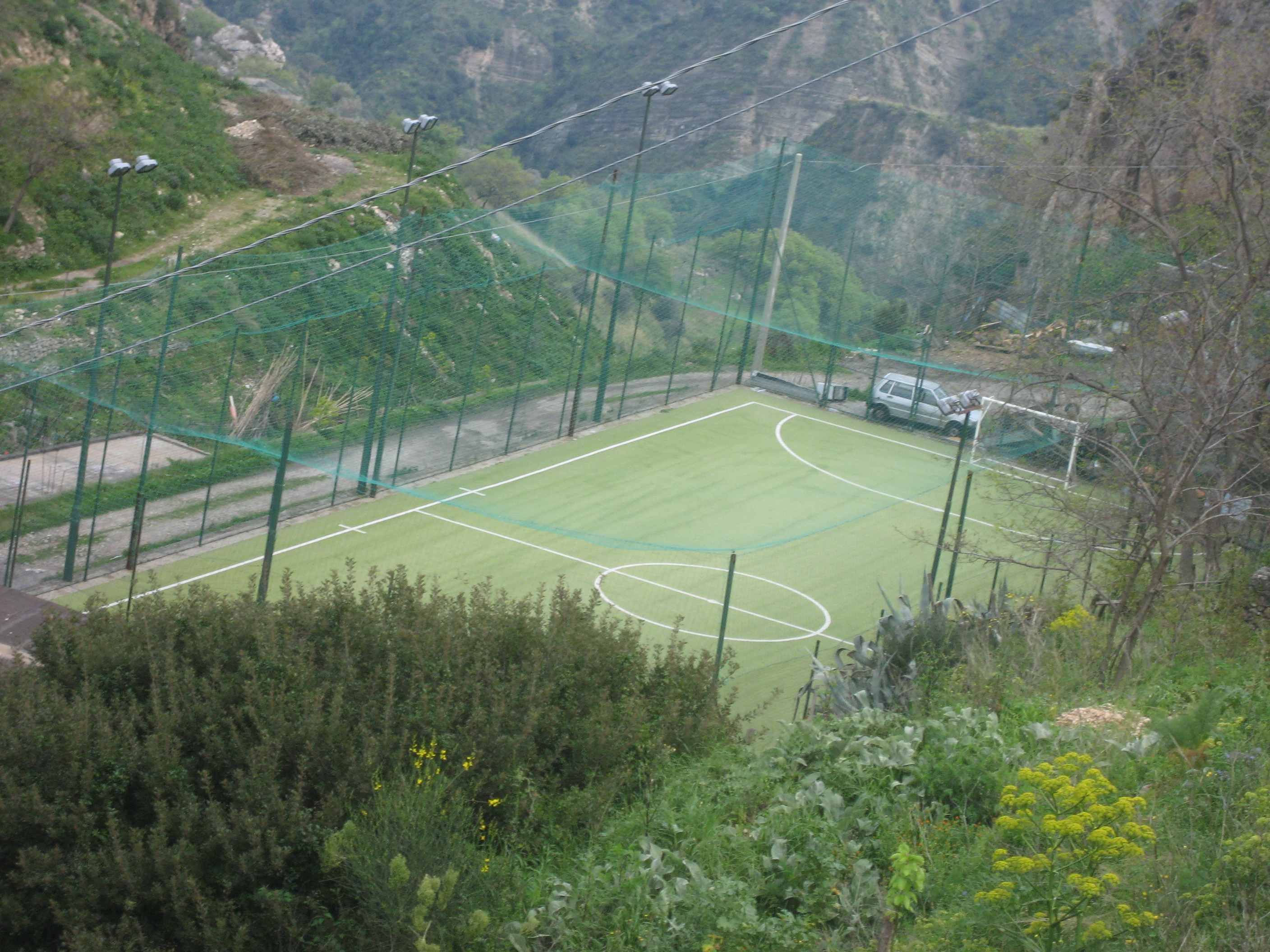
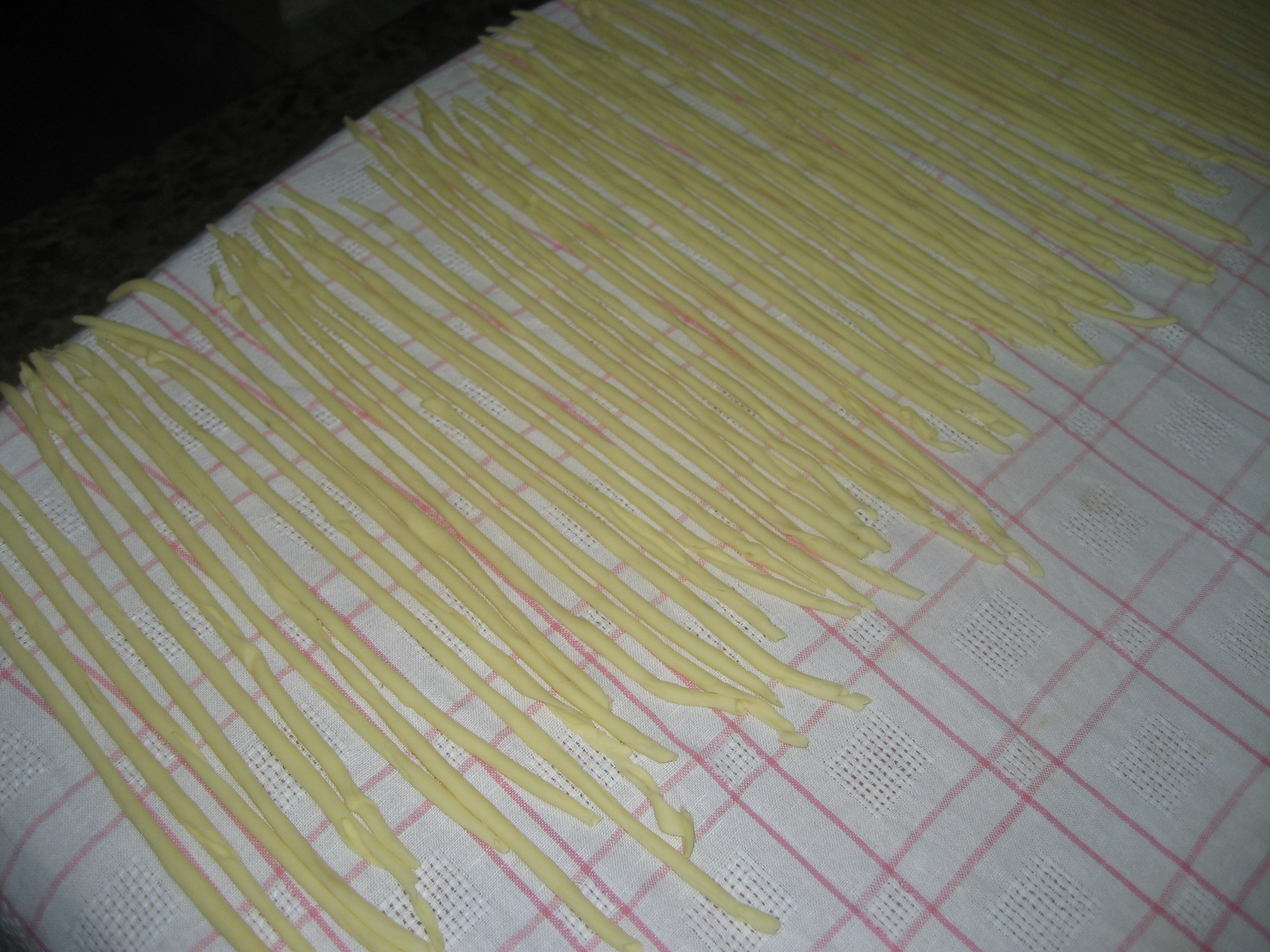
"pasta e casa"
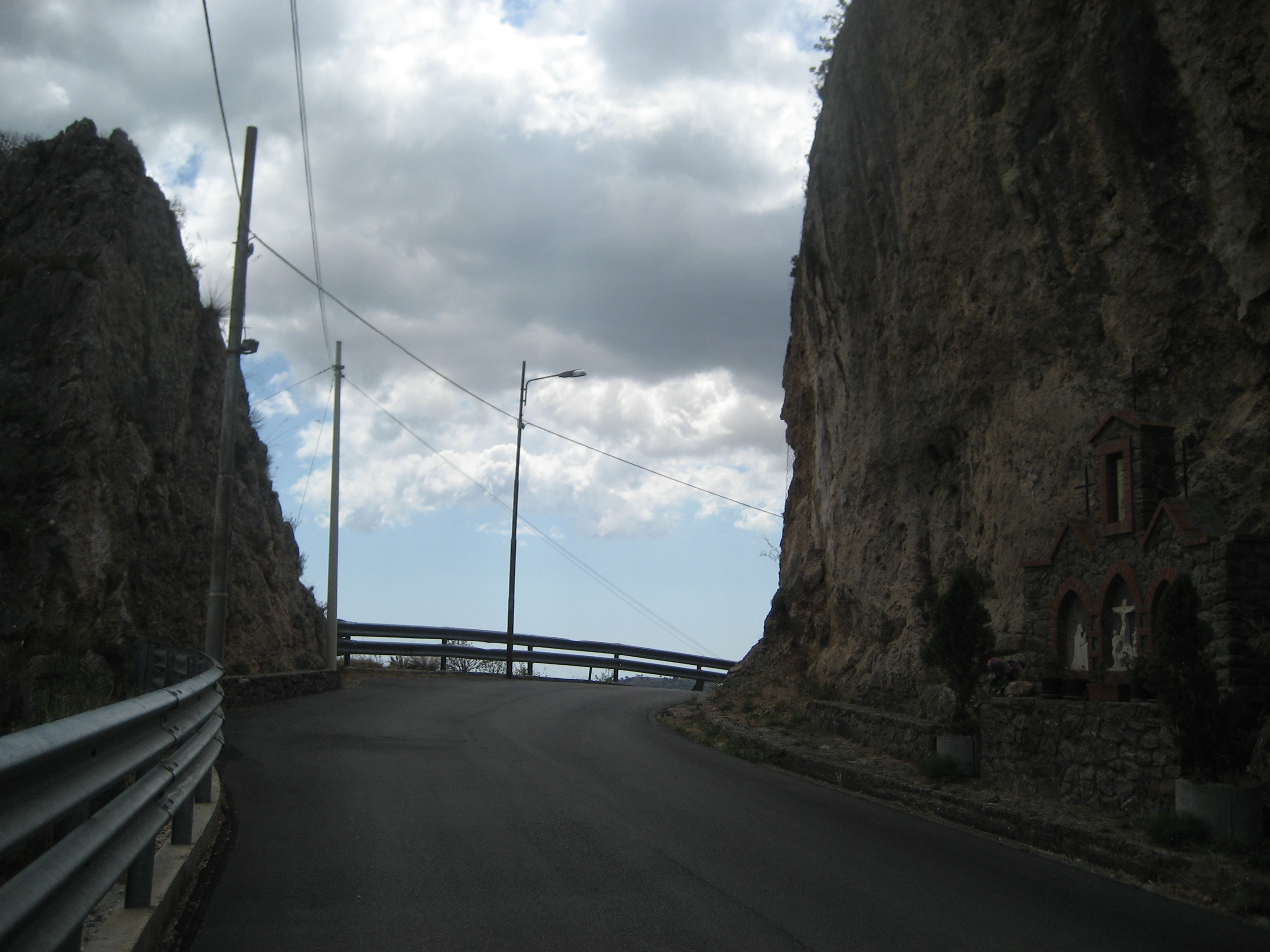
U Tripu da Cona
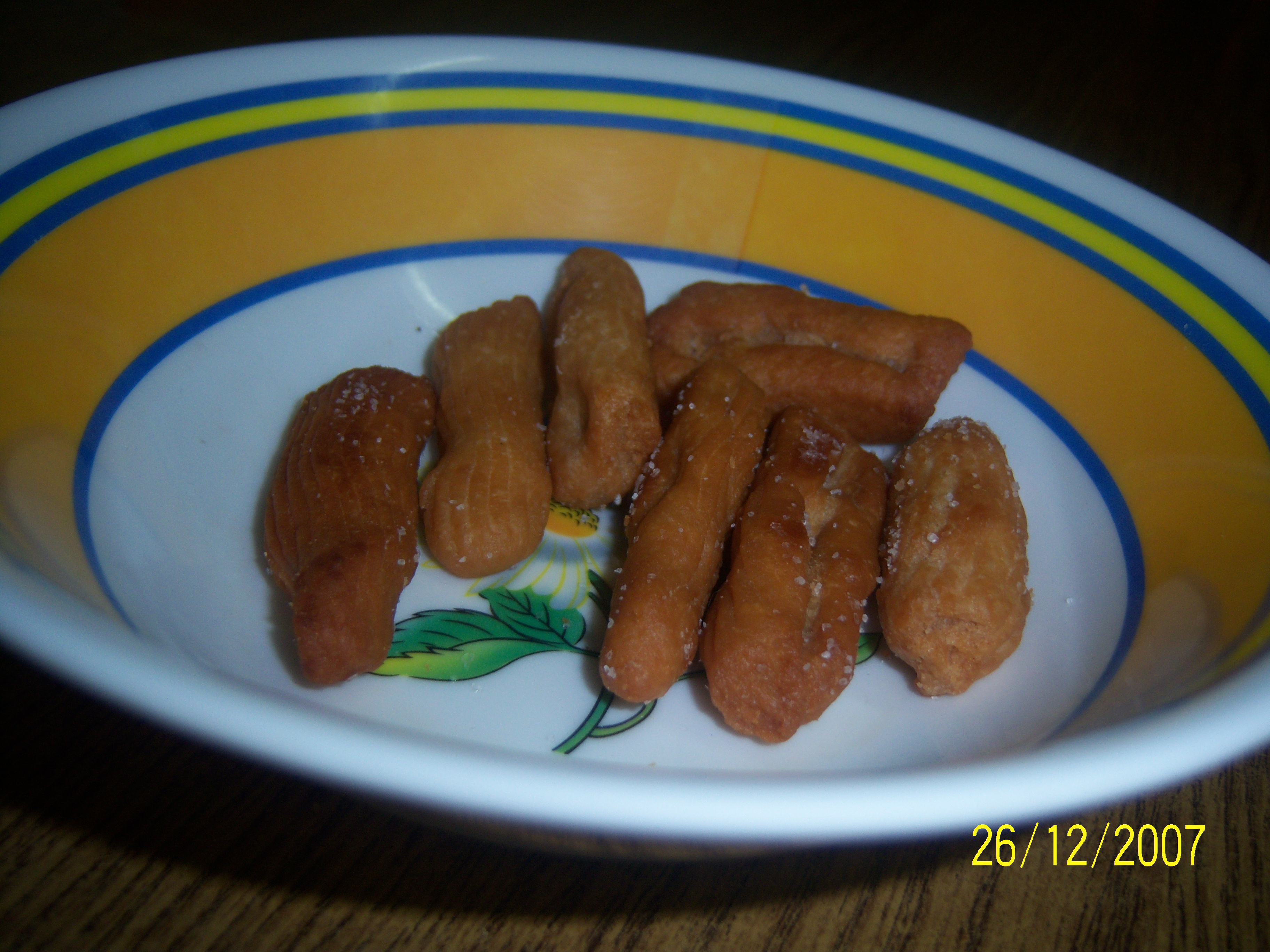
Laci
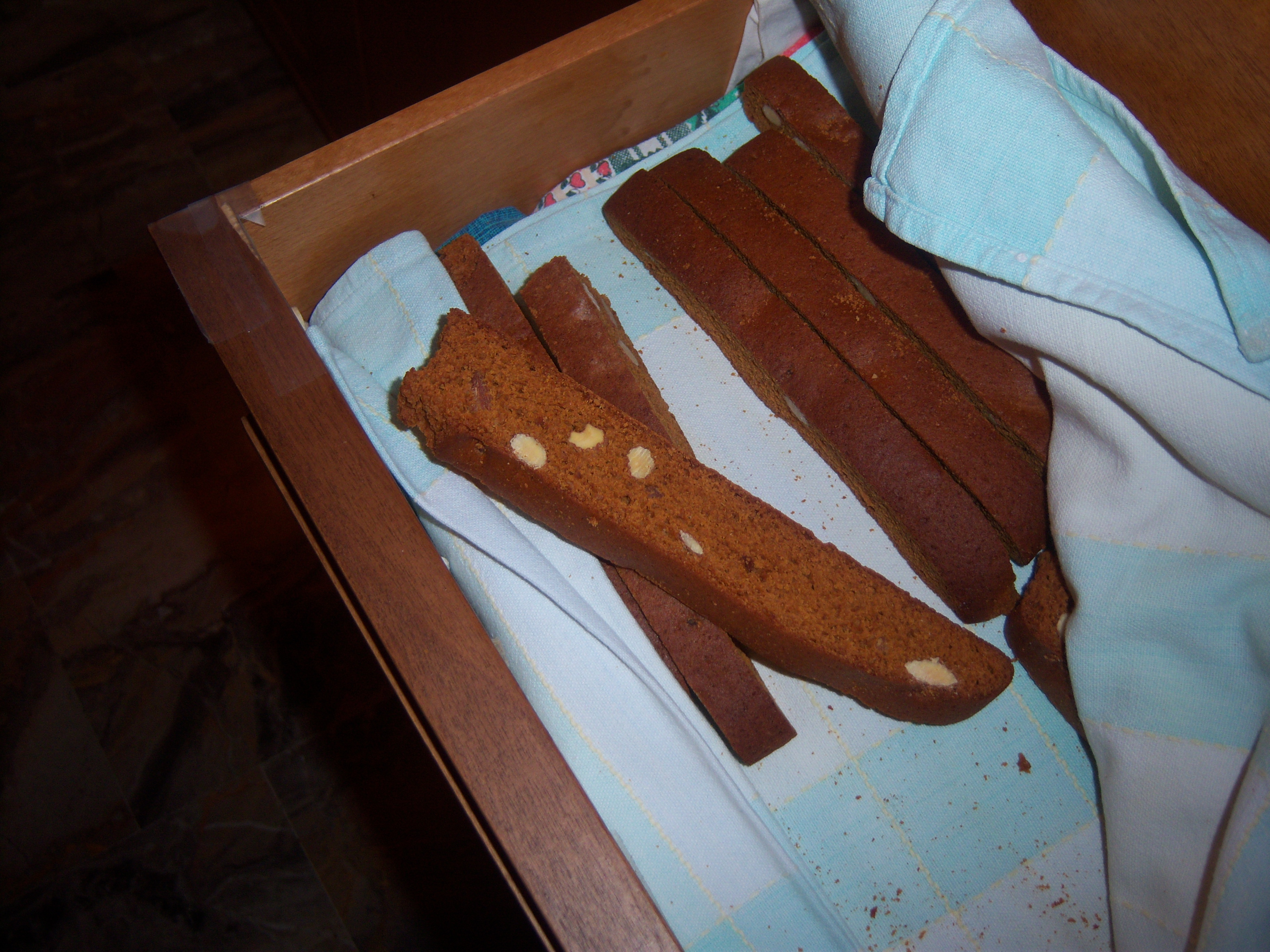
Mastazzola
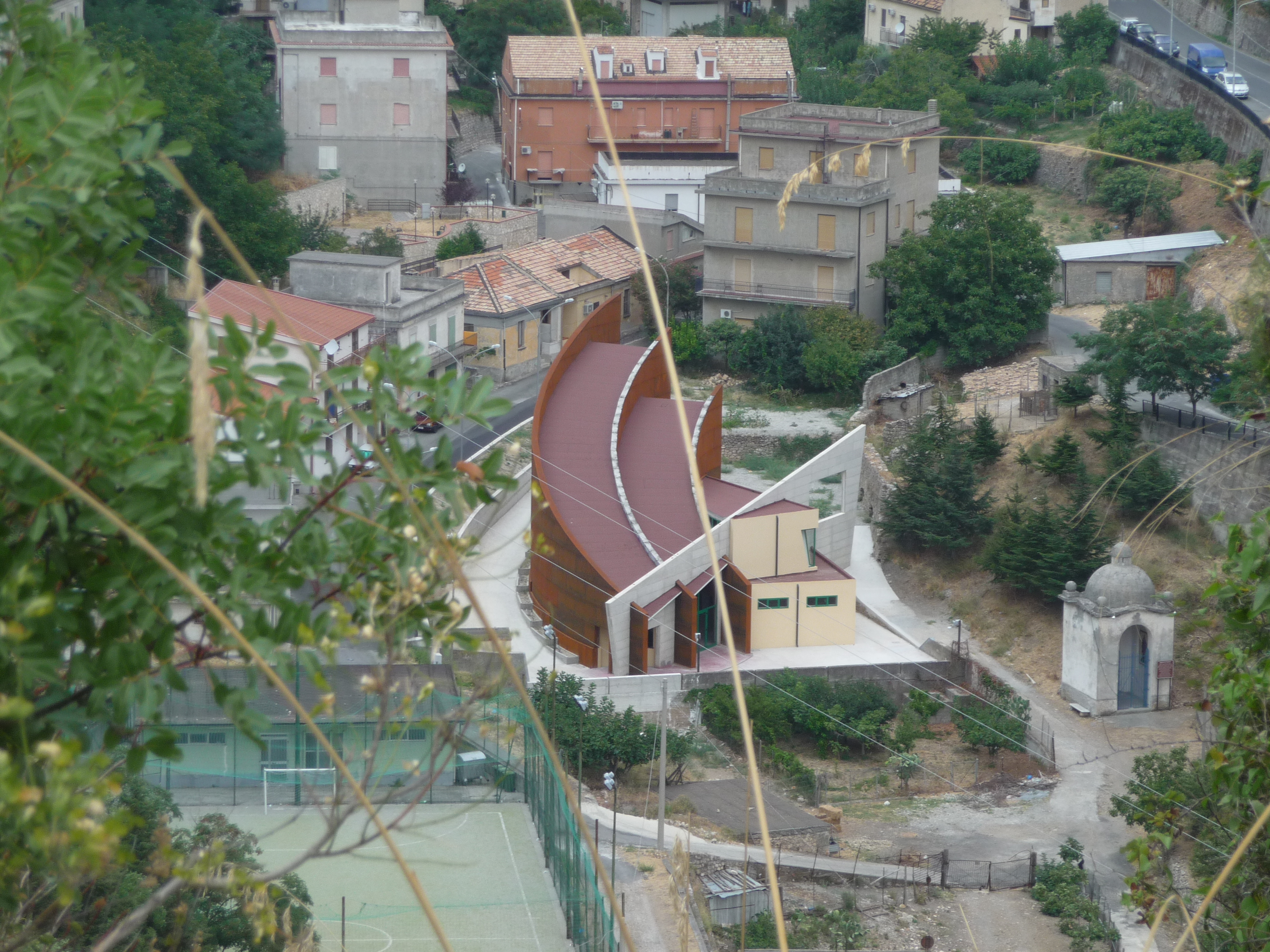
Museo della Cultura Mineraria in costruzione - agosto 2009
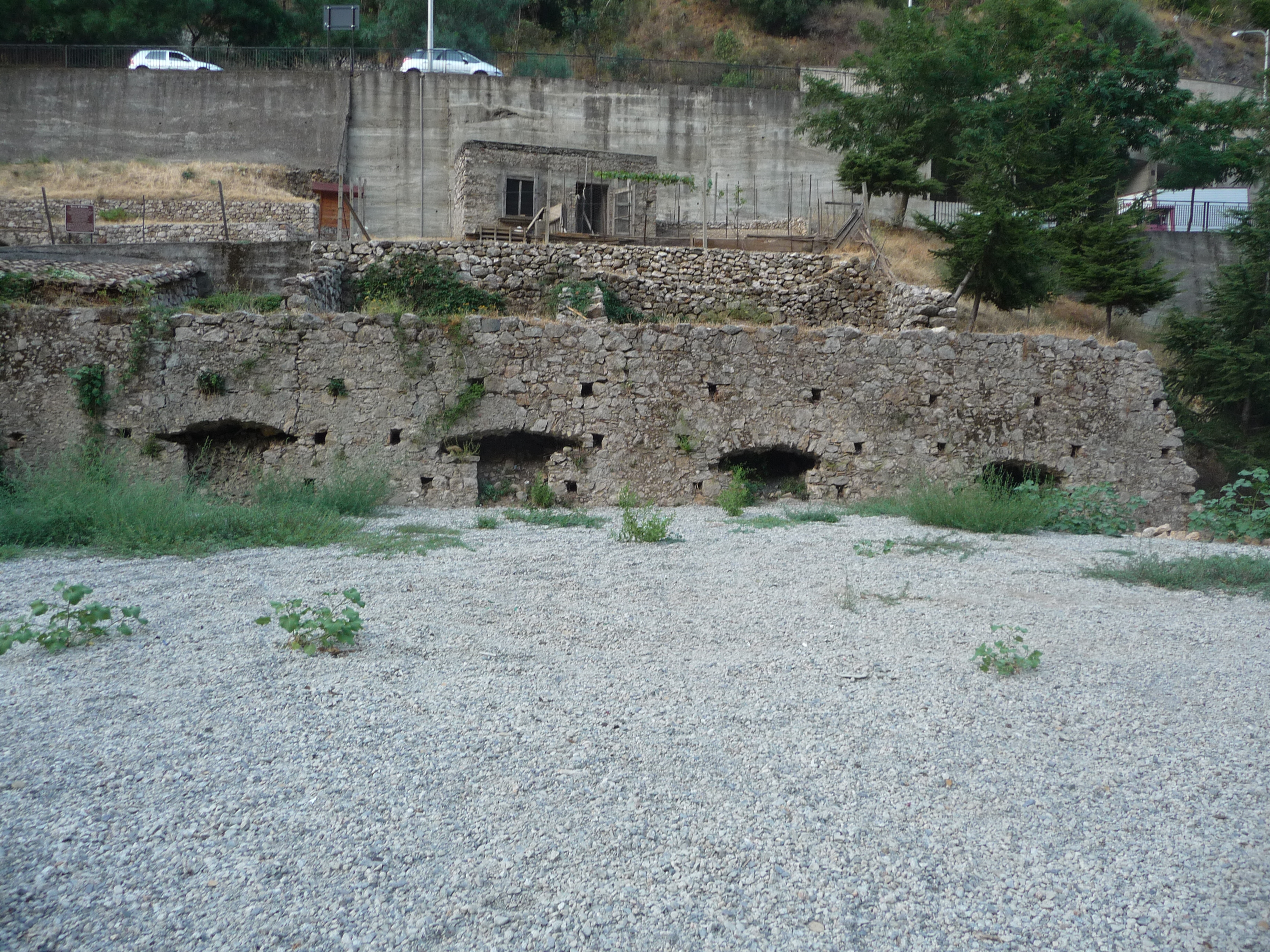
Bocche di miniere a Pazzano
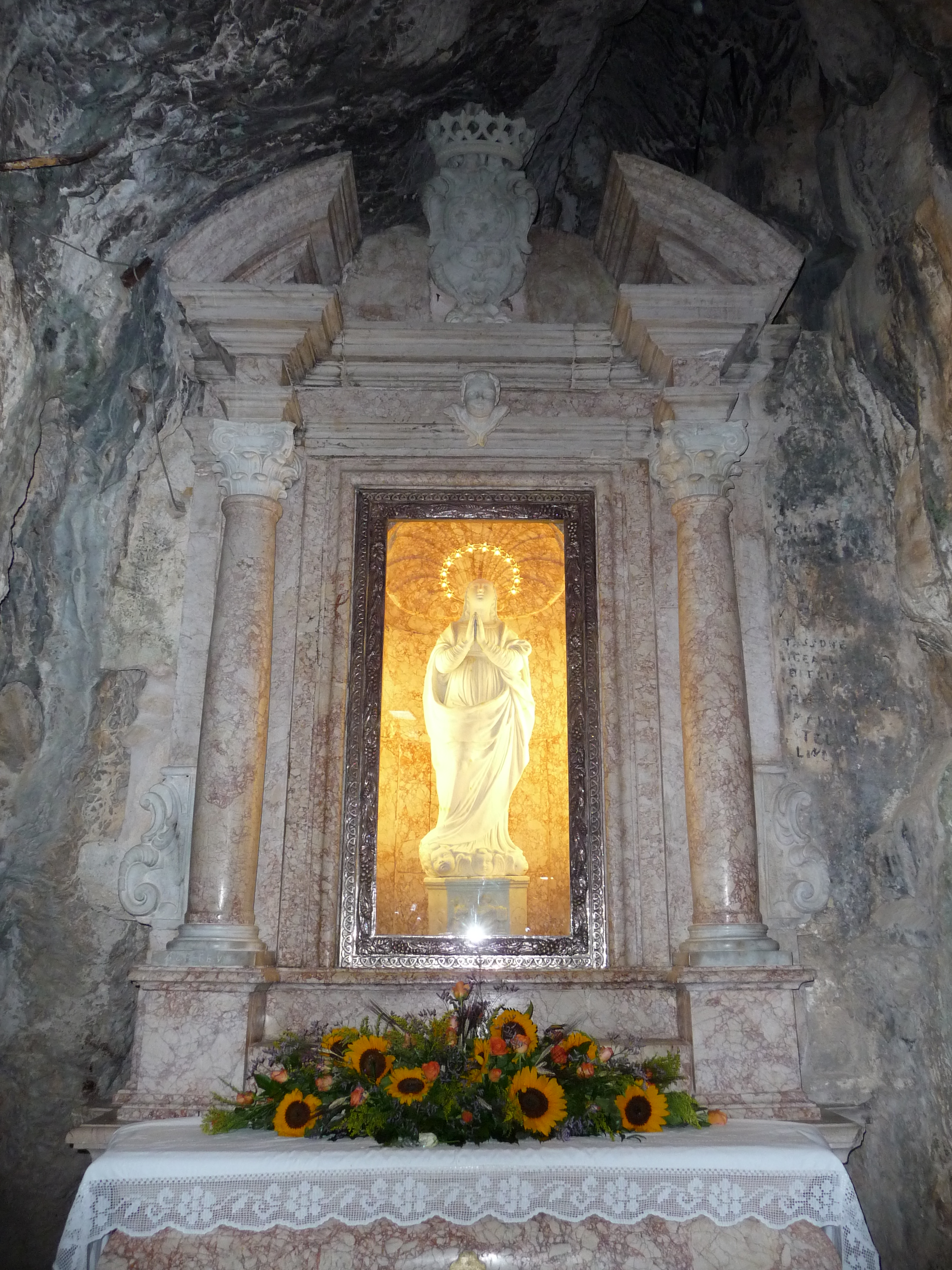
Madonna della Stella
- A cumprunta (2000)

## Véase también

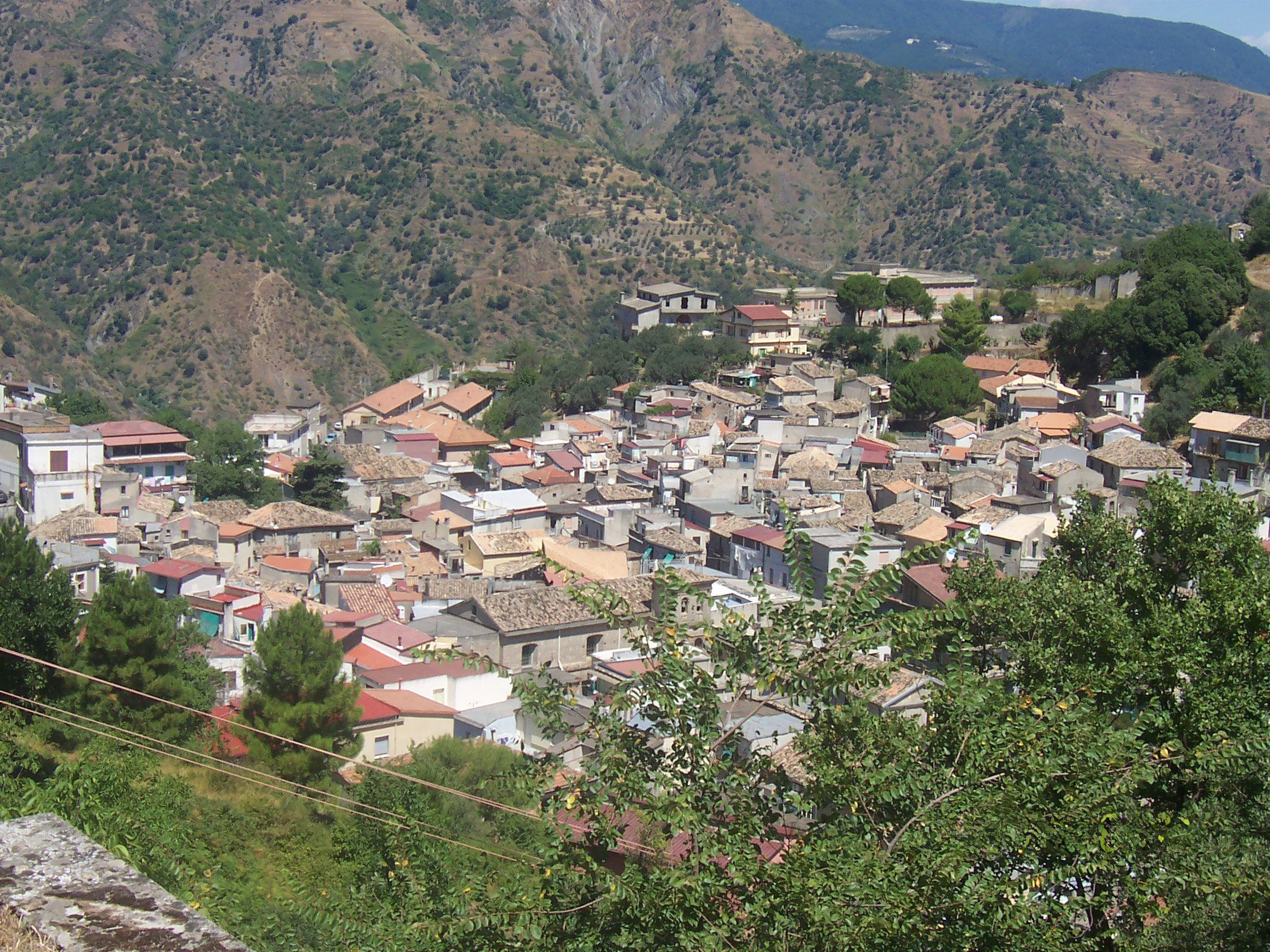
Pazzano scorcio.